# История на Неаполитанското кралство
Историята на Неаполитанското кралство (Неаполско кралство, Кралство Неапол, на италиански: Regno di Napoli, на средновековен латинскиː Regnum Neapolitanum, на испански: Reino de Nápoles) – стара италианска държава в Южна Италия, обхваща периода XI – XIX век. 
Кралството се обособява като автономно образувание от Сицилия от края на XIV век. След около двадесет години война и с мира от Калтабелота през 1302 г. Южна Италия е разделена между Арагонците, благородническа династия от Испания, и Анжуйците, благородническа династия от френски произход. Първите управляват Сицилия, а вторите – континентална Южна Италия. Анжуйците управляват Кралство Неапол, много обширна територия, простираща се от Абруцо до Калабрия, до средата на XV век.

## От Кралство Сицилия до Кралство Неапол

### Териториално единство на Южна Италия: Роже II и Норманската династия
Остров Сицилия и цяла Южна Италия на юг от Тронто и Лири са териториите, които образуват Кралство Сицилия. То де факто е създадено през 1127 – 1128 г., когато графът на Сицилия Роже II Отвилски обединява под своето господство различните нормански владения в Южна Италия (Херцогство Апулия и Калабрия) със столица Палермо. Той е провъзгласен от първата сесия на сицилианския парламент с титлата крал на Сицилия. Впоследствие е коронясан от антипапа Анаклет II през 1130 г. и е узаконен от папа Инокентий II през 1139 г.
В края на 12 век, след поражението на Фридрих I Барбароса, Папската държава започва политика на експанзия на светската власт при папа Инокентий III. Папа Инокентий IV, в съответствие със своя предшественик, претендира за феодалните права на Папската държава над Сицилианското кралство, тъй като кралските титли над държавата са били дадени на норманите (на Роже II) от папа Инокентий II.

### Управление на Швабската династия (Хоенщауфен)
Въпреки това, когато Хайнрих VI – син на Фридрих I Барбароса, се жени за Констанс Отвилска – последната наследница на Кралство Сицилия, територията на кралството преминава под швабската корона, превръщайки се в стратегически център на имперската политика на Хоенщауфените в Италия, в частност с Фридрих II. Швабският суверен, в двойната позиция на император на Свещената Римска империя и крал на Сицилия, е един от главните герои на средновековната европейска история: той е загрижен главно за Кралство Сицилия, като делегира част от правомощията си в териториите отвъд Алпите на германските принцове. Основната амбиция на суверена е да създаде сплотена и ефективна държава: феодалната аристокрация на градовете трябва да отговаря единствено на краля, в една силно централизирана държава, управлявана от широко разпространен бюрократичен и административен апарат, което намира своя максимален израз в Конституцията от Мелфи от 1 септември 1231 г.
По време на управлението на Фридрих II новите търговски пътища към Тоскана, Прованс и в крайна сметка към Европа са все по-изгодни и печеливши в сравнение с тези в Южното Средиземноморие, където търговията често е възпрепятствана от намесата на сарацините и от непостоянството на различните ислямски кралства. Фридрих II основава Studium-а в Неапол – най-старият държавен университет в Европа, предназначен да обучава умовете на управляващата класа на кралството.
След смъртта му през 1250 г. синът му Манфред поема управлението на кралството. Широко разпространеното недоволство и съпротивата на баронските и градските класи срещу новия суверен води до яростно въстание срещу наложеното от кралския двор. В това бунтовниците намират подкрепата на папа Инокентий IV, нетърпелив да разшири властта си на юг. Както феодалите, така и типично градската класа, съставена от бюрократи, нотариуси и служители, желаят повече независимост и по-голямо облекчение от монархическия централизъм, така че Манфред се опитва да посредничи. Новият суверен се изправя пред конфликтите с решителна политика на административна децентрализация, която цели да интегрира не само баронските класи, но и градовете в управлението на територията.
Без да се поддава на исканията за автономия, идващи от градската среда, новият суверен придава тежест на функцията на градовете като административни центрове много повече от баща си, като също благоприятства урбанизацията на бароните. Това предизвиква появата, наред с по-старата баронска аристокрация, на една нова градска бюрократична класа, която с оглед на социалното издигане инвестира част от приходите си в закупуването на обширни земевладения. Тези променя в състава на градската управляваща класа също предизвиква нови отношения между градовете и короната, възвестявайки дълбоките трансформации на последвалата Анжуйска епоха.
Манфред също така продължава да легитимира гибелинската политика, като пряко контролира „Апостолическото легация на Сицилия“ – политическо-юридическо тяло, в което администрацията на епархиите и църковното наследство се управлява директно от суверена, наследствено и без папско посредничество. През тези години папа Инокентий IV подкрепя серия от бунтове в Кампания и Пулия, които водят до пряката намеса на император Конрад IV – по-големият полубрат на Манфред, който най-накрая връща кралството под имперска юрисдикция. Конрад IV е наследен от сина си Конрадин и докато последният е все още непълнолетен, управлението на Сицилия и на Апостолическото наследство е поето от Манфред: той, отлъчван от Църквата на няколко пъти заради конфликти с папството, отива толкова далеч, че дори се провъзгласява за крал на Сицилия.
След смъртта на Инокентий IV новият папа от френски произход Урбан IV, претендиращ за феодални права върху Кралство Сицилия и страхуващ се от възможността за окончателно обединение на кралството със Свещената Римска империя, вика в Италия Шарл I Анжуйски, граф на Анжу, Мен и Прованс, и брат на краля на Франция Луи IX. През 1266 г. епископът на Рим го прави крал на Сицилия (rex Siciliae). След това новият суверен от Франция се заема с това да завладее кралството, като първо побеждава Манфред в битката при Беневенто, а след това и Конрадин в битката при Талякоцо на 23 август 1268 г.
Хоенщауфените, чиято мъжка линия изчезва с Конрадин, са елиминирани от италианската политическа сцена, докато Анжуйците си осигуряват короната на Кралство Сицилия. Поражението на Конрадин обаче е предпоставка за важно развитие, тъй като сицилианските градове, посрещнали Шарл I Анжуйски след битката при Беневенто, отново минават към подкрепата си за гибелините. Антианжуйският завой на острова, мотивиран от прекомерния фискален натиск на новото управление, няма непосредствени политически последици, но е първата стъпка към последвалата война на Сицилианската вечерня.
Големите финансови спекулации, предизвикани от войната (Анжуйците са задлъжнели при гвелфските банкери от Флоренция), водят до поредица от нови данъци и мита в цялото кралство. Те са добавени към тези, които кралят налага, когато трябва да финансира поредица от военни кампании на Изток, с надеждата да подчини останките на древната Византийска империя на своето господство.

## Анжуйски период
Възкачването на трона на Шарл I Анжуйски, който става крал благодарение на папската инвеститура и по право на завладяване, не бележи обаче истинско скъсване с управлението на суверените от Хоенщауфен. То се провежда в контекст на значителна стабилност на монархическите институции и в частност на данъчната система. Укрепването на управленческия апарат, извършено преди това от Фридрих II, всъщност предлага на Анжуйската династия солидна държавна структура, върху която да базира своята власт. Първият крал от анжуйски произход запазва без прекъсване изборните магистратури на кралския апарат и интегрира в централната администрация вече съществуващи структури с институции, традиционно действащи във френската монархия.
Наследството от организацията на държавата на Фридрих обаче, използвана отново от Шарл I Анжуйски, повдига повторно проблема за съвместната опозиция на градовете и феодалната аристокрация: същите сили, които по време на управлението на Манфред са подкрепяли Анжуйската династия срещу Хоенщауфените. Анжуйският владетел, въпреки молбите на папата, управлява със силен абсолютизъм, независимо от претенциите на аристокрацията и на градската класа, с които той никога не се съветва, освен за увеличаването на данъците поради войната срещу Конрадин.
Със смъртта на Конрадин от ръцете на Анжуйците швабските права върху трона на Сицилия преминават към една от дъщерите на Манфред – Констанца Хоенщауфен, която на 15 юли 1262 г. се е омъжила за краля на Арагон Педро III. Партията на гибелините в Сицилия, която преди това се е организирала около швабите Хоенщауфен, силно недоволна от суверенитета на Анжуйската династия на острова, търси подкрепата на Констанца и Арагонците, за да организира бунт срещу установената власт. Така започва въстанието на Сицилианската вечерня. То отдавна се смята за израз на спонтанен народен бунт срещу бремето на данъчното облагане и тираничното правителство „на злото Анжуйско господство“, както го определя Данте Алигиери. Тази интерпретация обаче вече е оставила място на по-внимателна оценка на сложността на събитията и множеството участници. Централна роля несъмнено трябва да се припише на инициативата на аристокрацията, укрепнала през швабската епоха, по-здраво вкоренена в Сицилия, която чувства своите властови позиции застрашени от избора на новия суверен: предпочитанието, дадено от Анжуйците на град Неапол, тяхната много тясна връзка с папата и флорентинските търговци, тенденцията да се поверяват важни държавни функции на хора, идващи от Южна Италия на полуострова. Сред тези противници се открояват със своята активност аристократичните емигрантски семейства, които след екзекуцията на младия Конрадин трябва да се откажат от правата и имуществото си, но които се радват на подкрепата на гибелинските градове в Централна и Северна Италия. Освен това със загубата на централно място на Сицилия производствените и търговските сили, които първоначално подкрепят анжуйската експедиция, се оказват в явен конфликт с нарастващата хегемония на Полуостровния юг. Не трябва да се подценява и намесата на външни агенти като Арагонската монархия, която в този период е в голям контраст с Френско-анжуйския блок, гибелинските градове и дори Византийската империя, силно обезпокоена от експанзионистичните проекти на Шарл, вече грабнал Корфу и Драч (сега част от Кралство Сицилия).

### Войните на Сицилианската вечерня
Антианжуйското народно въстание започва в Палермо на 31 март 1282 г. и се разпространява в цяла Сицилия. Педро III Арагонски акостира в Трапани през август 1282 г. и побеждава армията на Шарл I Анжуйски по време на обсадата на Месина, която продължава от май до септември 1282 г. Сицилианският парламент коронясва Педро и съпругата му Костанца, дъщеря на Манфред. В този момент има двама суверени с титлата „крал на Сицилия“ː арагонският, чрез инвеститура на сицилианския парламент, и анжуйският, чрез папска инвеститура.
На 26 септември 1282 г. Шарл I Анжуйски бяга окончателно от армейския лагер в Калабрия. Няколко месеца по-късно управляващият папа Мартин IV отлъчва Педро III. Независимо от това за Шарл I вече не е възможно да се върне на сицилианския архипелаг и Анжуйското кралско седалище се движи между Капуа и Пулия в продължение на няколко години. С наследника на Карл I, Шарл II Анжуйски, Неапол е окончателно избран за ново седалище на монархията и централните институции на континента. С Шарл II династията има постоянно седалище в Кастел Нуово.

### Анжуйска администрация
Въпреки че амбициите на Анжуйците в Сицилия са възпрепятствани от многобройни военни поражения, Шарл I Анжуйски има за цел да консолидира властта си в континенталната част на кралството, присаждайки към предишната гвелфска баронска политика част от реформите, прилагани вече от старата швабска държава за укрепване на териториалното единство в Южна Италия. От първите лангобардски нашествия голяма част от икономиката на кралството, в Княжество Капуа, в Абруцо и в Контадо Молизе, се управлява от бенедиктинските манастири (Казаурия, Сан Винченцо ал Волтурно, Монтеверджине, Монтекасино). Те в много от случаите са увеличили своите привилегии до степен да се превърнат в истински местни владения, с териториален суверенитет и често в конфликт с близките светски феодали. Първоначално нормандското нашествие, борбите между антипапа Анаклет II, подкрепян между другото от бенедиктинците, и папа Инокентий II, и накрая раждането на Кралство Сицилия подкопават основите на бенедиктинската феодална традиция. След 1138 г., побеждавайки Анаклет II, папа Инокентий II и нормандските династии насърчават цистерцианското монашество в Южна Италия. Много бенедиктински манастири се обръщат към новото правило, което, ограничавайки натрупването на материални блага до ресурсите, необходими за занаятчийско и селскостопанско производство, изключва възможността новите манастири да установяват наследства и феодални владения: следователно новият ред инвестира ресурсите в аграрните реформи (мелиорация, разчистване на земи, пасища), занаяти, механика и социално подпомагане, с болници, аптеки и селски църкви.
Тогава френското монашество намира подкрепата на старите нормандски феодали, които по този начин успяват активно да противодействат на светските амбиции на местното духовенство: политиката на новия суверен Шарл I се основава на този компромис; той основава цистерцианските абатства на Реалвале ( Vallis Regalis) в Скафати и на Санта Мария дела Витория в Скуркола Марсикана, и е благосклонен към филиалите на историческите абатства Самбучина (Калабрия), Саджитарио (Базиликата), Стерпето (Тера ди Бари), Ферария (Княжество Капуа), Арабона (Абруцо) и Казамари (Папска държава), разпространявайки в същото време култа към Успение Богородично на юг. Той също така предоставя нови графства и херцогства на френските войници, които подкрепят неговото завладяване на неаполитанската област. По този начин главните манастирски центрове на икономическото производство са освободени от управлението на феодалните владения и единството на държавата, която, след като е изкоренена бенедиктинската политическа власт, вече се базира на древните нормански барони и на военната структура, датираща от Фридрих II. Всъщност Шарл I Анжуйски запазва старите съдии на Фридрих II, увеличавайки властта на съответните президенти: всяка провинция има съдия, който освен че е ръководител на важен трибунал с два съда, е и ръководител на управлението на местните финансови активи и на управлението на хазната, получена от данъчното облагане на общините. Абруцо е разделен на Отсамно Абруцо (Aprutium citra (flumen Piscariae)) и Отвъдно Абруцо (Aprutium ultra (flumen Piscariae)). Много от швабските градове, като Сулмона, Манфредония и Мелфи, губят централната си роля в кралството в полза на по-малките градове или на древните разрушени столици като Сан Северо, Киети и Акуила, докато в териториите, които са били византийски (Калабрия, Пулия), се консолидира политическата структура, започната от норманското завоевание: периферната администрация, която гърците поверяват на широко разпространена система от градове и епархии, между patrimonium publicum на византийските служители и patrimonium ecclesiae на епископите, от Касано до Джераче, от Барлета до Бриндизи, е окончателно заменена от феодалния ред на поземлената аристокрация. На юг седалищата на съдииите (Салерно, Козенца, Катандзаро, Реджо, Таранто, Беневенто, Бари, Сан Северо, Киети, Акуила и Капуа) или на важни архиепископии (Беневенто и Ачеренца), освен новата столица Неапол, остават единствените обитавани центрове , снабдени с политическа тежест или финансови, икономически и културни дейности.
Въпреки това поради папски мерки Шарл I губи последните регалии на неаполитанското, като правото на суверена да назначава кралски администратори в епархиите с незаети места: дотогава тези привилегии на юг са оцелявали след Григорианската реформа, която постановява, че само папата трябва да се ползва от правото да назначава и сваля епископи (libertas Ecclesiae).
На 7 януари 1285 г. Шарл I Анжуйски умира и е наследен от Шарл II. С възкачването на този суверен на трона на Неапол кралската политика има повратна точка: от този момент, след почти постоянната война между кралствата на Сицилия (Неапол) и Тринакрия (Сицилия), политиката на Анжуйската династия се интересува преди всичко от постигането на добър консенсус в кралството. От една страна привилегиите на феодалната аристокрация, незаменими за каузата на войната, са увеличени. От друга страна обаче, сякаш за да се балансира изпълнението на феодалните владетели, нови свободи и автономия са предоставени от суверените на градовете и то в различна степен, в зависимост от значението им. Те вече могат да избират съдиите с административни и контролни функции и кметовете, представители на населението пред суверена. По този начин в Неапол и други градски райони на юг се създава нарастващ конфликт между градската аристокрация и дебелия народ (т.е. този, който принадлежи към гилдиите), на които впоследствие крал Робер дава възможността да влязат директно в държавната администрация. По някакъв начин, поне в главните градове на кралството, е създадена ситуация, подобна на контраста, който съществува и в комуните и владенията на Централна Северна Италия, но мирът на краля действа като балансьор и фигурата на суверена като арбитър, тъй като властта на краля така или иначе е неоспорима. Така се оформя игра на баланс между града и селско-феодалните реалности, умело управлявани от монархията, която под егидата на Робер Анжуйски идва да регулира и ясно очертава сферите на влияние на феодалната аристокрация, града и кралската държавна собственост.
В Сицилия обаче, след смъртта на Педро III, крал на Арагон и Сицилия, господството над острова е оспорено от двамата му синове Алфонсо III и Хайме I. Последният подписва Договора от Анани на 12 юни 1295 г., отстъпвайки феодалните права върху Сицилия на папа Бонифаций VIII: в замяна папата му предоставя Корсика и Сардиния, като по този начин предоставя суверенитета на Сицилия на Шарл II Неаполитански, наследник на титлата „крал на Сицилия“ (rex Siciliae) от анжуйската страна.

### Раждане на двете кралства
Договорът от Анани (12 юни 1295 г.) не води до траен мирː когато Хайме I напуска Сицилия, за да управлява Арагон, тронът на Палермо е поверен на брат му Федерико III. Той повежда поредния бунт за независимостта на острова и след това е коронясан за крал на Тринакрия (rex Trinacriae) от папа Бонифаций VIII. Федерико III обаче губи подкрепата на някои сицилиански барони. За да запази кралската титла, призната за първи път от Светия престол, той подписва мирния договор от Калтабелота на 31 август 1302 г. с Шарл дьо Валоа, призован от папа Мартин IV да възстанови реда в Сицилия.
Подписването на мира от Калтабелота е последвано от официалното разграничаване на две сицилиански кралства: Regnum Siciliae citra Pharum (Сицилианско кралство отсам Фара, т.е. Кралство Неапол) и Regnum Siciliae ultra Pharum (Сицилианско кралство отвъд Фара, т.е. Кралство Тринакрия). Така дългият период на войните на Сицилианската вечерня приключва окончателно. По този начин те са формално разграничени от древното норманско-швабско Кралство Сицилия, Кралство Тринакрия под контрола на Арагонците със столица Палермо и Кралство Неапол под контрола на Анжуйците със столица Неапол. В този момент Шарл II се отказва от повторното завоюване на Палермо и започва поредица от законодателни и териториални интервенции, за да адаптира Неапол към ролята на новата столица на държавата: той разширява градските стени, намалява данъчния натиск и установява Великия съд на Викарията там.
През 1309 г. синът му Робер Анжуйски, е коронясан за крал на Неапол от папа Климент V, но все още с титлата „крал на Сицилия“ (rex Siciliae), както и с „крал на Йерусалим“ (rex Hierosolymae). С този суверен Анжуйско-неаполитанската династия достига своя апогей. Известен като „Мъдрият“ и „Умиротворителят на Италия“, Робер укрепва хегемонията на Кралство Неапол, поставяйки себе си и своето кралство начело на Гвелфската лига, противопоставяйки се на имперските претенции на Хайнрих VII и Лудвиг Баварски над останалата част от полуострова, като дори успява да стане господар на Генуа благодарение на своята проницателна и благоразумна политика.
През 1313 г. войната между Анжуйците и Арагонците се подновява. На следващата година сицилианският парламент, пренебрегвайки споразумението, подписано с мира от Калтабелота, потвърждава на Федерико II Сицилиански титлата „крал на Сицилия“, а не вече на Тринакрия, и признава неговия син Педро за наследник на кралството. Робер се опитва да завладее отново Сицилия след съвместната атака на имперските и арагонските сили срещу Кралство Неапол и Гвелфската лига. Въпреки че неговите войски успяват да окупират и разграбят Палермо, Трапани и Месина, актът е по-скоро наказателен, отколкото конкретно завоевание, и всъщност анжуйският суверен не успява да продължи в дълга война на изтощение, и е принуден да се откаже.
Под негово ръководство търговските дейности се засилват, ложите и гилдиите процъфтяват, Неапол става най-оживеният град от Късното средновековие в Италия благодарение на ефекта от търговската дейност около новото пристанище, което става може би най-натовареното на полуострова. То привлича локализация на малки и големи търговски дружества, работещи в областта на тъканите и драперията, златарството и подправките. Това се дължи и на присъствието на флорентински, генуезки, пизански и венециански банкери, обменници на пари и застрахователи, желаещи да поемат неограничени рискове, за да осигурят бързи и значителни печалби в движението на икономиката на една все по-космополитна столица. Освен това суверенът, в постоянната си роля на арбитър между благородниците и дебелия народ (принадлежащ към гилдиите), намалява броя на благородническите места, за да ограничи тяхното влияние в полза на дебелия народ.
През тези години Неапол засилва политическата си тежест на полуострова също и с развитието на хуманистичното си призвание. Робер Анжуйски е високо ценен от съвременните му италиански интелектуалци като Джовани Вилани, Франческо Петрарка, Джовани Бокачо и Симоне Мартини. Самият Петрарка иска да бъде изпитан от него, за да получи лавра, и го определя като „Най-мъдрия цар след Соломон“. Обратното – Робер не се радва на симпатиите на проимперския Данте Алигиери, който го определя като „Кралят на проповедите“.
Суверенът събира важна група схоластици теолози в школа в Неапол, която не е затворена за влиянията на Авероизма. Той поверява на Никола Деопрепио от Реджо Калабрия превода на произведенията на Аристотел и Гален за библиотеката на Неапол. От Калабрия в новата столица идват и Леонцио Пилато и базилианецът Варлаам Калабрийски. Варлаам е известен теолог, който през онези години в Италия се обръща към доктриналните спорове, възникнали около филиокве и никейското верую : монахът също е в контакт с Петрарка, комуто преподава гръцки, и с Бокачо, който го среща именно в Неапол. Също така важно от художествена гледна точка е откриването на школата на Джото и присъствието на Джото в града, за да направи изографиса Палатинския параклис в Кастел Нуово и в многобройни благороднически дворци. Освен това при Робер Анжуйски в кралството се разпространява готическият стил, а в Неапол кралят строи базиликата „Санта Киара“ – светилище на Анжуйската династия. Кралство Неапол се откроява през този период с напълно оригинална култура, която съчетава италиански и средиземноморски елементи с особеностите на дворовете в Централна Европа, намирайки синтез между култа към рицарските ценности, провансалската поезия и артистичните, поетичните течения и типично италианските нрави.

### Мир между Анжуйци и Арагонци
Крал Робер определя сина си Шарл, херцог на Калабрия, за свой наследник. След смъртта му обаче суверенът е принуден да остави трона на младата си внучка Джована Анжуйска, дъщеря на Шарл. Междувременно на 8 ноември 1347 г. е постигнато първото мирно споразумение между Анжуйците и Арагонците, известно като „Мир от Катания“. Но войната между Сицилия и Неапол приключва едва на 20 август 1372 г. след деветдесет години, с Договора от Авиньон, подписан от Джована I Анжуйска и Фридрих IV Арагонски със съгласието на папа Григорий XI. Договорът постановява взаимното признаване на монархиите и съответните им територии: Неапол за Анжуйците и Сицилия за Арагонците, разширявайки признаването на кралските титли и до съответните линии на наследяване.
Наследницата на Робер, Джована I, е съпруга на Андрей Унгарски, херцог на Калабрия и брат на краля на Унгария Лайош I Велики, и двамата произхождащи от Неаполитанските Анжуйци (Шарл II). След мистериозен заговор Андрей е убит. За да отмъсти за смъртта му, на 3 ноември 1347 г. кралят на Унгария идва в Италия с намерението да прогони Джована I. Въпреки че унгарският суверен многократно е изисквал от Светия престол свалянето ѝ, папското правителство, живеещо тогава в Авиньон и политически свързано с френската династия, винаги е потвърждавало титлата ѝ въпреки военните експедиции, които кралят на Унгария предприема в Италия. Кралицата на Неапол, от своя страна, без потомци, приема Шарл III Анжуйски-Драчки (племенник на Лайош I) като свой син и наследник на трона, докато и Неапол не бъде пряко замесен в последвалите политически и династични сблъсъци на папската схизма: в двора и в града профренската партия и местната партия се противопоставят директно една на друга – първата е в полза на антипапа Климент VII и се оглавява от кралица Джована I, а втората е в полза на неаполитанския папа Урбан VI, който намира подкрепата на Шарл Анжуйски-Драчки и на неаполитанската аристокрация. След това Джована I лишава Шарл от наследствени права в полза на Луи I Валоа-Анжуйски, брат на краля на Франция, коронован за крал на Неапол (rex Siciliae) от Климент VII през 1381 г. Въпреки това след смъртта на Джована I (убита по заповед на самия Шарл Анжуйски-Драчки в замъка в Муро Лукано през 1382 г.), той напразно отива в Италия срещу Шарл и умира там през 1384 г. Шарл остава единственият суверен и оставя Неапол на децата си Ладислав I и Джована II, за да отиде в Унгария, за да претендира за трона: в трансалпийското кралство той е убит в заговор.
Преди двамата наследници Ладислав и Джована да достигнат зрялост, град Кампания пада в ръцете на сина на Луи I Валоа-Анжуйски, Луи II, коронован за крал от папа Климент VII на 1 ноември 1389 г. Местната аристокрация се противопоставя на новия суверен и през 1399 г. Ладислав I успява военно да отстоява правата си върху трона, като побеждава френския крал. Новият крал успява да възстанови неаполитанската хегемония в Южна Италия, като се намесва пряко в конфликти из целия полуостров: през 1408 г., призован от папа Инокентий VII да потуши бунтовете на гибелините в папската столица Рим, той окупира голяма част от Лацио и Умбрия, получавайки управлението на провинция Кампаня и Маритима, а след това окупира Рим и Перуджа при понтификата на Григорий XII. През 1414 г., след като окончателно побеждава Луи II Валоа-Анжуйски –  последният суверен, начело на лига, организирана от антипапа Александър V и насочена към спиране на неаполитанския експанзионизъм, кралят на Неапол пристига пред портите на Флоренция. Със смъртта му обаче няма наследници, които да продължат подвизите му и границите на кралството се връщат в историческия периметър. Сестрата на Ладислав, Джована II, в края на папската схизма обаче получава окончателно признание от Светия престол на кралската титла за семейството си.
След като наследява Ладислав през 1414 г., Джована II се омъжва за Жак II дьо Бурбон на 10 август 1415 г.: след като съпругът ѝ се опитва лично да придобие кралската титла, бунт през 1418 г. тя го принуждава да се върне във Франция, където той се оттегля във францискански манастир. Джована II е единствената кралица през 1419 г., но експанзионистичните цели на френските Анжуйци в неаполитанската област не спират. Папа Мартин V призовава Луи III Валоа-Анжуйски в Италия срещу Джована II, която не иска да признае фискалните права на Папската държава върху Неаполското кралство. Следователно френската заплаха доближава Kралство Неапол до арагонския двор, дотолкова че кралицата приема Алфонсо V Арагонски като свой син и наследник, докато Неапол е под обсада от войските на Луи III. Когато Aрагонците освобождават града през 1423 г., те окупират кралството и отблъсват френската заплаха, но отношенията с местния двор не са лесни, дотолкова че Джована II, след като гони Алфонсо V, оставя кралството като наследство при смъртта си на Рене Анжуйски, брат на Луи III.
Със смъртта без наследници на Джована II територията на Кралство Неапол е оспорена от двама претенденти: Рене I Анжуйски в ролята му на брат на Луи I Валоа-Анжуйски – осиновен син на кралицата на Неапол Джована II, и Алфонсо V, крал на Тринакрия, Сардиния и Арагон и предишен осиновен син на същата кралица, който по-късно е отхвърлен. Произтичащата война включва интересите на другите държави на полуострова, включително господството над Милано на Филипо Мария Висконти, който се намесва първо в полза на Анжуйците (битка при Понца през 1435 г.), а след това окончателно на Арагонците.

## Арагонски период
През 1442 г. Алфонсо V Арагонски завладява Неапол и поема короната като Алфонсо I Неаполитански, временно обединявайки двете кралства в негово лице (Кралство Сицилия ще се върне на Арагон след неговата смърт). Той се установява в Кампания и се налага, не само във военно отношение, на италианския политически сценарий.
През 1447 г. Филипо Мария Висконти определя Алфонсо за наследник на Миланското херцогство, което официално обогатява наследството на Арагонската корона. Миланската аристокрация обаче, страхувайки се от анексиране към Кралство Неапол, провъзгласява Милано за свободна комуна и създава Амвросианската република. На произтичащите от това арагонски и неаполитански претенции се противопоставя Кралство Франция, което през 1450 г. дава политическа подкрепа на Франческо I Сфорца да завземе военно Милано и херцогството. Османският експанзионизъм, който застрашава границите на Кралство Неапол, попречва на неаполитанците да се намесят срещу Милано и папа Николай V първо признава Сфорца за херцог на Милано, след което успява да включи Алфонсо Арагонски в Италийската лига (1454) – съюз, насочен към консолидиране новото териториално устройство на полуострова.

### Вътрешна политика на Алфонсо I: Хуманизъм и централизъм
През тази епоха дворът на Неапол е един от най-изисканите и отворени към културните иновации на Ренесанса: гости на Алфонсо I са Лоренцо Вала, който по време на неаполитанския си престой заклеймява историческата лъжа на Константиновия дар, хуманистът Антонио Бекадели и византиецът Мануил Хрисолора. Алфонсо I е отговорен и за реконструкцията на Кастел Нуово. Административната структура на кралството остава повече или по-малко тази от Анжуйската епоха: правомощията на древните съдии обаче са намалени (Абруцо Ултра и Абруцо Цитра,  Контадо ди Молизе, Тера ди Лаворо, Капитаната, Принчипато Ултра и Принчипато Цитра, Базиликата, Тера ди Бари, Тера д'Отранто, Калабрия Ултра и Калабрия Цитра), които запазват предимно политически и военни функции. Вместо това през 1443 г. правораздаването е прехвърлено на баронските съдилища в опит да се върнат древните феодални йерархии обратно в бюрократичния апарат на централната държава.
За друга важна стъпка към постигане на териториално единство в Кралство Неапол се счита политиката на краля, насочена към насърчаване на скотовъдството и преселването на говедата: през 1447 г. Алфонсо I прокарва серия от закони, включително налагането на овчарите в Абруцо и Молизе да пазят зимата в рамките на неаполитанските граници, в низината  Таволиере, където много от обработваемите земи също са насилствено превърнати в пасища. Той също така постановява, със седалище първо в Лучера и след това във Фоджа, Кралската митница на апулийските овце и много важната мрежа от овчарски пътеки от Абруцо (която от 1532 г. ще има свой собствен отдел, отделен от Митницата, на име Doganella d'Abruzzo), водещи до Капитаната. Тези мерки съживяват икономиката на градовете във вътрешността между Акуила и Пулия: икономическите ресурси, свързани с скотовъдството на преселение на говедата в Апенините на Абруцо, някога са били разпръснати в Папската държава, където дотогава стадата са зимували. С арагонските мерки дейностите, свързани с преселване на животни, включват главно в рамките на националните граници местните занаятчийски дейности, пазари и пазари за добитък между Ланчано, Кастел ди Сангро, Кампобасо, Изерния, Бояно, Аньоне, Ларино чак до низината Таволиере. Бюрократичният апарат, който се появява около митницата, предназначена за поддържане на овчите пътеки и правната защита на пастирите, се превръща, по модела на кастилската асоциация на собствениците скотовъдци Concejo de la Mesta, в първата народна база на съвременната централна държава в Кралство Неапол. В по-малка степен същото се случва между Базиликата и Тера д'Отранто и в градовете Веноза, Ферандина и Матера, свързани с преселването към Метапонто.
При смъртта си през 1458 г. Алфонсо разделя отново короните, оставяйки Неаполското кралство на своя извънбрачен син Фердинанд (легитимиран от папа Евгений IV и номиниран за херцог на Калабрия), докато всички останали титли от короната на Арагон, включително Кралство Сицилия, отиват при брат му Хуан.

### Фердинанд I ̈(Дон Феранте)
[[Файл:SOAOTO_-_Ferdinand_Ier_de_Naples.jpg|ляво|мини|222x222пкс|[[Фердинанд I Неаполитански, със знаците на Ордена на Златното руно]] Крал Алфонсо I оставя кралство, напълно интегрирано в италианската политика. Наследяването на неговия син Фердинанд I Неаполитански, известен като Дон Феранте, е подкрепено от самия Франческо Мария Сфорцаː двамата нови суверени заедно се намесват във Флорентинската република и побеждават войските на наемническия капитан Бартоломео Колеони, които подкопават местните власти. През 1478 г. неаполитанските войски се намесват отново в Тоскана, за да спрат последиците от заговора на Паци, а след това в Паданската низина през 1484, в съюз с Флоренция и Милано, за да наложат мира от Баньоло на Венеция.
Въпреки това по време на неговото управление властта на Фердинанд I рискува сериозно да бъде застрашена от благородниците на Кампания. През 1485 г. между Базиликата и Салерно, Франческо Копола, граф на Сарно, и Антонело Сансеверино, принц на Салерно, с подкрепата на Папската държава и Република Венеция, оглавяват бунт с гвелфски амбиции и анжуйски феодални претенции срещу Арагонско управление, което чрез централизиране на властта в Неапол заплашва селските благородници. Бунтът е известен като Заговор на бароните. Той е организиран в замъка Малконсильо в Мильонико и бунтовниците са победени през 1487 г. благодарение на намесата на Милано и Флоренция. За кратък период град Акуила преминава към Папската държава. Друг паралелен проанжуйски заговор, между Абруцо и Тера ди Лаворо, е ръководен от Джовани дела Ровере в Херцогство Сора и завършва с посредническата намеса на папа Александър VI.
Въпреки политическите катаклизми Дон Феранте продължава меценатството на баща си Алфонсо I в столицата Неапол: през 1458 г. той подкрепя основаването на Академия Понтаниана, разширява градските стени и построява Порта Капуана. През 1465 г. градът е домакин на гръцкия хуманист Костантин Ласкарис и на юриста Антонио Д'Алесандро, както и в останалата част на кралството на Франческо Филелфо и Висарион Никейски. В двора на синовете на Фердинанд I обаче хуманистичните интереси придобиват много по-политически характер, постановявайки, между другото, окончателното приемане на тосканския като литературен език и в Неапол: антологията на римите, известна като Raccolta aragonese, датира от втората половина на 15 векː тя е изпратена от Лоренцо де Медичи на краля на Неапол Фердинанд I. В нея флорентинският език е предложен на неаполитанския двор като образец на прочут народен език, с еднакво литературно достойнство с латинския. Неаполитанските интелектуалци приветстват културната програма на Медичите, преосмисляйки стереотипите на тосканската традиция по оригинален начин. Следвайки примера на Бокачо, Мазучо Салернитано вече е написал, около средата на 15 век, сборник с разкази, в които сатиричните идеи са доведени до крайни резултати, с обвинителни речи срещу жените и църковната йерархия, така че работата му е включена в Индекса на книгите, забранени от Инквизицията. Вместо това един истински литературен канон е открит от Якопо Санадзаро, който в своя проксиметър „Аркадия“ за първи път излага на народен език и проза пасторалните и митично топоси на вергилианската и теокритската буколическа поезия, предшествайки с векове тенденцията на модерния на съвременния роман да приеме като поетическа препратка един митологично-езотеричен субстрат.
Буколическото вдъхновение на Санадзаро се конотира и като противотежест на придворните стереотипи на петраркистите, провансалците и сицилианците и на стилновизма. В завръщането към пасторалната поетика може да се прочете ясен хуманистичен и филологически контраст на класическата митология с женските икони на тосканските поети, включително Данте Алигиери и Франческо Петрарка, които скрито изразяват политическите и социални тенденции на комуните и сеньориите на Италия. Санадзаро също е модел и вдъхновение за поетите от Академия „Аркадия“, които вземат името на своята литературна школа от неговия роман.
Още от първата голяма чумна епидемия (14 век), която обхваща Европа, градовете и икономиката на крайния юг са силно засегнати, дотолкова че тази територия, която след първата гръцка колонизация в продължение на векове е една от най-продуктивната в Средиземноморието, става огромна обезлюдена местност. Низинните крайбрежни територии (низините Метапонто, Сибари и Сант'Еуфемия), вече изоставени, са блатисти и заразени от малария, с изключение на равнината Семинара, където селскостопанското производство заедно с производството на коприна поддържа слаба икономическа дейност, свързана с град Реджо.
През 1444 г. Изабела дьо Клермон се омъжва за Дон Феранте и донася Княжество Таранто като зестра на неаполитанската корона, която след смъртта на кралицата през 1465 г. е разпуснато и окончателно обединено с кралството. През 1458 г. албанският боец Георги Кастриоти Скендербег пристига в Южна Италия, за да подкрепи крал Дон Феранте срещу бунта на бароните. Още преди това Скендербег е дошъл да подкрепи Арагонската корона в Неапол при управлението на Алфонсо I. Албанският кондотиер получава редица благороднически титли в Италия и анексираните феодални владения, които са убежище за първите арбърешки общности: албанците – изгнаници след поражението на християнската партия на Балканите от Мехмед II, се заселват в райони на Молизе и Калабрия, дотогава обезлюдени.
Възобновяването на икономическите дейности в Пулия се завръща с отстъпката на Херцогство Бари на Сфорца Мария Сфорца – син на Франческо Мария Сфорца, херцог на Милано, предложена от Дон Феранте, за да потвърди съюза между Неапол и Милано. След като Лудовико Мария Сфорца наследява Сфорца Мария, той пренебрегват апулийските територии в полза на Ломбардия, докато Лудовико не ги отстъпва на Изабела Арагонска, законна наследница на управлението на Милано, в замяна на Миланското херцогство. Новата херцогиня започва в Пулия политика на градско благоустройство, последвана от леко икономическо възстановяване, което продължава до управлението на нейната дъщеря Бона Сфорца и наследяването на кралската титла на Неапол от Карл V.

## Френски нашествия и начало на испанското вицекралство
Дон Феранте е наследен от своя първороден син Алфонсо II през 1494 г. През същата година кралят на Франция Шарл VIII идва в Италия, за да наруши деликатния политически баланс, който градовете на полуострова са постигнали през предходните години. Случаят пряко засяга Неаполското кралство: Шарл VIII се хвали с далечна връзка с анжуйските крале на Неаполː баба му по бащина линия Мари д'Анжу е дъщеря на Луи II Валоа-Анжуйски, който се е опитал да открадне неаполитанския трон от Шарл III Анжуйски-Драчки и Ладислав I. Това е достатъчно, за да може да претендира за кралската титла. Миланското херцогство също застава на страната на Франция: Лудовико Мария Сфорца, известен като „Мавъра“, е изгонил законните наследници на херцогството Джан Галеацо Сфорца и съпругата му Изабела Арагонска, дъщеря на Алфонсо II, съпрузи в брака, с който Милано е запечатал съюза с Арагонската корона. Новият херцог на Милано не се противопоставя на Шарл VIII, който се насочва срещу Арагонското кралство. Избягвайки съпротивата на Флоренция, френският крал окупира Кампания за тринадесет дни и малко след това влиза в Неапол: всички провинции се подчиняват на новия суверен отвъд Алпите, с изключение на градовете Гаета, Тропеа, Амантеа и Реджо.
Арагонците намират убежище в Сицилия и търсят подкрепата на Фернандо II Католика, който изпраща контингент от войски, водени от Гонсало Фернандес де Кордоба, който ангажира френската страна в битката в Калабрия (Битка при Семинара, 1495 г.). Френският експанзионизъм обаче тласка папа Александър VI и Максимилиан I Хабсбург да сформират лига срещу Шарл VIII, да се бият с него и накрая да го победят в битката при Форново на 6 юли: в края на конфликта Испания окупира Калабрия, докато Венецианската република придобива основните пристанища на апулийското крайбрежие (Манфредония, Трани, Мола, Монополи, Бриндизи, Отранто, Полиняно и Галиполи). Алфонсо II умира по време на военни операции през 1495 г. и Фердинанд II наследява трона, но след година умира. Той не оставя наследници, въпреки че успява бързо да възстанови нова неаполитанска армия, която с вика „Желязо! Желязо!“ (произлизащи от „желязното отчаяние“ на Алмоговарите) прогонва французите на Шарл VIII от Кралство Неапол.
През 1496 г. синът на Дон Феранте и брат на Алфонсо II, Федерико I, става крал и отново трябва да се изправи срещу френските амбиции над Неапол. Луи XII, херцог на Орлеан, е наследил Кралство Франция след смъртта на Шарл VIII. Тъй като кралят на Арагон Фернандо II Католикът е наследил трона на Кастилия, той сключва споразумение (Таен договор от Гранада, ноември 1500 г.) с френските суверени, претендиращи за трона на Неапол, за разделяне на Италия и изтласкване на последния арагонец от полуострова. Луи XII окупира Миланското херцогство, където пленява Лудовико Мария Сфорца и в съгласие с Фернандо II Католика се насочва срещу Федерико I Неаполитански. Споразумението между французите и испанците предвижда разделянето на Кралство Неапол между двете корони: на френския суверен се падат Абруцо и Тера ди Лаворо, както и титлата rex Hierosolymae и за първи път rex Neapolis, a на арагонския суверен – Пулия и Калабрия с приложените херцогски титли. С този договор на 11 ноември 1500 г. титлата rex Siciliae е обявена за отпаднала от папа Александър VI и е присъединена към Арагонската корона.
През август 1501 г. французите влизат в Неапол. Федерико I Неаполитански намира убежище в Иския и накрая отстъпва суверенитета си на краля на Франция в замяна на някои феодални владения в Анжу. Въпреки че окупацията на кралството е успешна и за двамата, двамата крале не се споразумяват за прилагането на договора за разделяне на кралството: съдбата на областите Капитаната и Контадо Молизе остава неясна, върху чиито територии и французите, и испанците претендират за суверенитет. След като наследява Кралство Кастилия от Филип I Хубави, новият испански крал търси второ споразумение с Луи XII, според което титлите „крал на Неапол“ и „херцог на Пулия и Калабрия“ отиват при дъщерята на Луи, Клод, и при Карл V фон Хабсбург, нейния годеник (1502 г.).
Въпреки това испанските войски, които окупират Калабрия и Пулия, командвани от Гонсало Фернандес де Кордоба, и лоялни на Фернандо II Католика, не спазват новите споразумения. Те прогонват французите от Южна Италия, които остават само с Гаета до окончателното им поражение през битката при Гариляно на 29 декември 1503 г. Последвалите мирни договори никога не са окончателни, въпреки че поне е постановено, че титлата крал на Неапол принадлежи на Карл V фон Хабсбург и нa неговата годеница Клод. Фердинанд Католикът обаче продължава да притежава кралството, считайки се за законен наследник на чичо си Алфонсо I Неаполитански и на древната арагонска корона на Сицилия.

### Испански вицекрале
Арагонският кралски дом, който е станал местен в Италия, изчезва с Федерико I и Кралство Неапол попада под контрола на испанските кралски особи, които го управляват чрез вицекрале. Южна Италия остава пряко владение на иберийските суверени до края на Войната за испанското наследство (1713 г.). Новата административна структура, макар и силно централизирана, е подкрепена от старата феодална система: по този начин бароните имат възможност да укрепят своята власт и поземлени привилегии, докато духовенството вижда как тяхната политическа и морална власт нараства. Най-важните административни органи са базирани в Неапол и са Съпътстващият съвет, подобен на Съвета на Арагон – върховният орган при упражняването на правни функции (съставен от вицекраля и трима юрисконсулти), Camera della Sommaria, Трибуналът на Викария и Трибуналът на Свещения кралски съвет.
Именно Фернандо II Католикът – носител на титлата на крал на Неапол и Сицилия, назначава Гонсало Фернандес де Кордоба, който дотогава е бил велик капитан на неаполитанската армия, за вицекрал, поверявайки му на негово място същите правомощия на крал. В същото време титлата на велик капитан изтича и командването на кралските войски на Неапол е поверено на графа на Талякоцо Фабрицио Колона с назначаването му като велик конетабъл и задачата да ръководи експедиция до Пулия срещу Венеция, която окупира някои Адриатически пристанища. Военната операция завършва успешно и апулийските пристанища се връщат на Неаполското кралство през 1509 г. Крал Фернандо II също така възстановява финансирането на Неаполитанския университет, като прави месечна вноска от личната си хазна от 2000 дуката годишно – привилегия, потвърдена по-късно от неговия наследник Карл V.
Де Кордоба е наследен първо от Хуан Арагонски, който обнародва серия от закони срещу корупцията, бори се с клиентелизма, забранява хазарта и лихварството, а след това Рамон де Кардона, който през 1510 г. се опитва да въведе отново Испанската инквизиция в Неапол и първите ограничителни мерки срещу евреите.

### Карл V
Карл V, син на Филип Хубави и Хуана Лудата, поради сложна система на наследство и родство, скоро се оказва управляващ огромна империя: от баща си той получава Бургундия и Фландрия, а от майка си през 1516 г. – Испания, Куба, Кралство Неапол (за първи път с титлата rex Neapolis), Кралство Сицилия и Сардиния, както и две години по-късно австрийските владения от дядо си Максимилиан I фон Хабсбург.
Кралство Франция отново застрашава Неапол и господството на Карл V над Южна Италия: французите, след като завладяват Миланското херцогство от сина на Лудовико Мавъра, Масимилиано, са победени и прогонени от Ломбардия от Карл V през 1515 г. През 1526 г. кралят на Франция Франсоа I влиза в лига, подпечатана от папа Климент VII и наречена Свещена лига, с Венеция и Флоренция, за да прогони испанците от Неапол. След първото поражение на лигата в Рим французите отговарят с намесата в Италия на Одет дьо Фоа, който нахлува в Кралство Неапол, обсаждайки Мелфи (събитието остава в историята като „Кървавият Великден“), както и Неапол, докато Венецианската република окупира Отранто и Манфредония. Епизодът от обсадата на град Катандзаро през лятото на 1528 г., който остава верен на император Карл V и се издига като последен бастион, се провежда в пълната сила на военната кампания на нахлуването на войските на краля на Франция Франсоа I срещу настъплението на нашествениците. Докато Неапол всъщност е заобиколен от море и суша, Катандзаро е под обсада от войници под заповедите на Симоне де Тебалди, граф на Капачо, и на Франческо ди Лория, владетел на Торторела, вдигнали оръжие в Калабрия, за да го окупират, подчиняват го и го управляват в името на крал Франсоа I.
Укрепеният град е обсаден в първите дни на юни и устоява на атаките под стените около три месеца, и се изправя срещу битките на открито поле със смелост и умения. В края на месец август всъщност обсаждащите войски трябва да се оттеглят, като по този начин подписват победата на Катандзаро. По време на обсадата, която без съмнение допринася за поддържането на Кралство Неапол от император Карл V, в Катандзаро е изсечена монета от обсидиан на стойност един карлин. В същите тези дни генуезката флота, първоначално съюзена с французите, се поставя на заплатата на Карл V и обсадата на Неапол се превръща в още едно поражение на враговете на Испания, което след това доведе до признаването от папа Климент VII на императорска титла на крал Карл V. Венеция окончателно губи владенията си в Пулия (1528 г.).
През 1542 г. вицекралят Педро Алварес де Толедо и Зунига издава указ за експулсирането на евреите от Неаполитанското кралство. Последните общности, които вече са се установили между Бриндизи и Рим по време на голямата диаспора от 2 век, изчезват от градската реалност, в която са намерили гостоприемство. В пристанищата на крайбрежието на Апулия и в главните градове на Калабрия, както и с някои слаби присъствия в Тера ди Лаворо, след кризата на киновийната икономика от 16 век, евреите са единственият ефективен източник на финансови и търговски дейности: в допълнение към изключителната привилегия, предоставена от местните администрации, да практикуват парични заеми, техните общности управляват важни сектори от търговията с коприна – реликва от тази средиземноморска икономическа система, която на юг оцелява след варварските нашествия и феодализма.
Въпреки това военните действия на Франция срещу испанските владения в Италия не престават: крал Анри II, син на крал Франсоа I, подтикван от Феранте Сансеверино, принц на Салерно, се съюзява с османските турци. През лятото на 1552 г. турската флота под командването на Юсуф Синан паша, изненадва имперската флота, под командването на Андреа Дория и Дон Джовани де Мендоса, край бреговете на Понца (Битка при Понца), побеждавайки я. Въпреки това френският флот не успява да се събере отново с турския флот и целта на неаполитанската инвазия се проваля.
През 1555 г., след поредица от поражения в Европа, Карл V абдикира и разделя владенията си между Филип II, на когото оставя Испания, колониите на Америка, Испанска Нидерландия, Кралство Неапол, Кралство Сицилия и Сардиния, и Фердинанд I Хабсбург, на когото принадлежат Австрия, Бохемия, Унгария и титлата на император.

### Управление на вицекраля Уртадо де Мендоса и чума
Управлението на вицекралете, които се следват едно след друго при управлението на Филип II, е белязано предимно от военни операции, които не носят благосъстояние на населението на Неапол. Ситуацията се влошава от чумата, която се разпространява в Италия около 1575 г., когато за вицекрал е назначен Иниго Лопес де Уртадо де Мендоса. Неапол, като пристанищен град, е изключително изложен на разпространението на болестта и основните му икономически дейности са подкопани.
През същите години корабите на османския султан Мурад III акостират първо в Требизаче, Калабрия, а след това в Пулия, разграбвайки основните пристанища на Йонийско и Адриатическо море. Става нужно да се увеличи милитаризацията на бреговете, поради което Де Мендоса изгражда нов арсенал в пристанището на Санта Лучия по проект на Винченцо Казали. Той също така забранява на държавните служители да установяват свещени връзки и религиозно родство.

## От Мира от Като Камбрези до края на испанското управление
С Мирния договор от Като Камбрези (2-3 април 1559 г.) традиционната историография посочва края на френските амбиции на Италианския полуостров. Климатът на религиозните реформи, които по това време включват както лутеранската опозиция срещу Светия престол, така и самата Католическа църква, на териториите на вицекралството на Неапол, е контекстуализиран в растежа на гражданската власт на духовенството и църковните йерархии. През 1524 г. в Рим Джан Пиетро Карафа, епископ на Киети по онова време, основава Конгрегацията на театинците (от Теате, древното име на Киети). Тя скоро се разпространява в цялото кралство и към нея по-късно се присъединяват йезуитските колежи, които за столетия са били единственият културен ориентир за провинциите на Южна Италия. Трентският събор налага нови правила на епархиите, като задължението за пребиваване в собственото им седалище за епископи, енорийски свещеници и абати, създаването на епархийски семинарии, съдилища на Инквизицията и по-късно на житните планини, трансформира диоцезите на вицекралството на Неапол в реални органи на власт, силно вкоренени на територията и в провинциите, тъй като те са единствената социална, правна и културна подкрепа за контрола на гражданския ред. Сред другите монашески ордени, които са много успешни в Неапол през тези години, са Босите кармелити, Кармелитките, Милосърдните братя, Камадолците и Конгрегацията на оратория на Свети Филипо Нери.

### Де Кастро, Телес-Хирон I, Хуан де Сунига и Авелянеда и въстание в Калабрия
На 16 юли 1599 г. новият вицекрал Фернандо Руис де Кастро пристига в Неапол. Работата му е ограничена главно до военни операции срещу турските набези в Калабрия от Амурат Раис и Синан Паша ̈(Сципион Чикала). Де Кастро също въвежда политика, съсредоточена върху държавно финансиране за изграждането на различни обществени сгради: под ръководството на архитекта Доменико Фонтана в Неапол той нарежда изграждането на новия кралски дворец на сегашния площад „Плебишито“.
През същата година на назначаването му за вицекрал доминиканецът Томазо Кампанела, който в „Градът на слънцето“ очертава общностна държава, основана на предполагаема естествена религия, организира заговор срещу Фернандо Руис де Кастро с надеждата да установи република със своите столица в Стило (Mons Pinguis). Калабрийският философ и астролог вече е бил затворник на Светата служба и е бил заточен в Калабрия: тук с доктриналната и философска подкрепа на йоахимовата есхатологична традиция той прави първите стъпки, за да убеди монасите и религиозните лица да се присъединят към неговите революционни амбиции, подклаждайки конспирация, която обхваща не само целия Доминикански орден в Калабрия, но и местните по-малки ордени като Августинци и Францисканци, както и главните епархии от Касано до Реджо Калабрия. Това е първият бунт в Европа срещу йезуитския орден и нарастващата му духовна и светска власт. Заговорът е потушен и Кампанела, който се представя за луд, избягва кладата и доживотния затвор. През 1576 г. друг доминиканец – философът Джордано Бруно също е съден за ерес в Неапол, на чиито спекулации и тези впоследствие се възхищават различни учени от лутеранска Европа.
Мандатът на Педро Телес-Хирон и де ла Куева се характеризира главно с дейности по градско планиране: той организира пътищата на Неапол и в апулийските провинции. Той е наследен от Хуан де Сунига и Авелянеда, чието управление е ориентирано към възстановяване на реда в провинциите: той спира грабежите в Абруцо с подкрепата на Папската държава, както и в Капитаната, и модернизира пътната мрежа между Неапол и района на Бари. През 1593 г. османците, които се опитват да нахлуят в Сицилия, са спрени от неговата армия.

### Филип III от Испания и управление на вицекралете Де Гусман, Пиментел и Педро Фернандес де Кастро
Когато Филип II е наследен на испанския трон от сина си Филип III, управлението на вицекралството на Неапол е поверено на Енрике де Гусман и Рибера, граф на Оливарес. Кралство Испания е в своя максимален блясък, обединявайки Арагонската корона с италианските владения, с тази на Кастилия и Португалия. В Неапол испанското правителство е слабо активно в градоустройството на столицата: от Де Гусман датират изграждането на фонтана на Нептун (под ръководството на архитекта Доменико Фонтана), гробниците на Шарл I Анжуйски, Карл Мартел Анжуйски и Клеменция фон Хабсбург в контрафасадата на катедралата на Неапол, и подредбата на пътищата.
Другото управление, което активно действа със значителна политическа и икономическа дейност в Кралство Неапол, е това на вицекраля Хуан Алонсо Пиментел де Ерера. Новият суверен все още трябва да защитава териториите на юг от турските морски набези и да потуши първите бунтове срещу данъците, които в столицата започват да застрашават двореца. За да предотврати османската агресия, той води война срещу Драч, като унищожава града и пристанището, където намират убежище турските и албанските корсари, които често атакуват бреговете на кралството. В Неапол се опитва да се бори с престъпността, която нараства все повече през онези години, дори срещу папските разпоредби, противопоставящи се на правото на убежище, гарантирано от католическите места за поклонение: поради тази причина някои от неговите служители са отлъчени от Църквата.
Силно националната политика на Пиментел обаче засяга и различни градски и архитектурни произведения: той построява алеи и разширява пътища, от Поджореале до улица „Киая“; в Порто Лонгоне, в Държавата на президиите, той нарежда изграждането на внушителната крепост Форт „Лонгоне“.
Пиментел е последван през 1610 г. от Педро Фернандес де Кастро, 7-и граф на Лемос, чиито интервенции са съсредоточени главно в Неапол, чието градско преустройство е поверено на кралския архитект Доменико Фонтана, чиято най-важна работа е изграждането на Кралския дворец. Той нарежда реконструкцията на Неаполитанския университет, чиито лекции се помещават в различните градски манастири от началото на испанското управление, като финансира новата му сграда (Палацо дей Реджи Студи – сега дом на Националния археологически музей на Неапол) и поръчва обновяването на военна казарма на архитекта Джулио Чезаре Фонтана, и модернизиране на системата за преподаване.
Под неговото регентство процъфтява Академия дели Оциози, към която се присъединяват Джамбатиста Марино и Джовани Батиста Дела Порта, наред с други. Той построява йезуитския колеж на името на свети Франциск Ксаверий и комплекс от фабрики близо до Порта Нолана. В района на Тера ди Лаворо той започва първите рекултивационни работи в равнината на Волтурно, като поверява на Доменико Фонтана проекта Regi Lagni, работата по канализацията и въвеждането в експлоатация на водите на река Кланио между Кастел Волтурно и Вила Литерно, където дотогава блатата и крайбрежните райони езера (като Лаго Патрия) са превърнали голяма част от римската Кампания Феликс в нездравословна и обезлюдена територия.

### Смърт на Филип III и управление при Филип IV и на Карл II
Управлението на Педро Телес-Хирон и Веласко Гусман и Товар се характеризира главно с военни операции, който във войната между Испания и Савоя за Монферат ръководи експедиция срещу Венецианската република, в онези години съюзник на Савойската монархия. Неаполитанската флота обсажда и разграбва Трогир, Пула и Истрия.
Той е наследен от кардинал Антонио Сапата, сред глад и бунтове, и след смъртта на Филип III – от Антонио Алварес де Толедо и Бомон де Навара, 5-и херцог на Алба, и от Фернандо Афан де Рибера, 3-ти херцог на Алкала де лос Газулес, които трябва да се изправят пред проблемите на все по-широко разпространеното и утвърдено разбойничество в провинцията.
Следва Мануел де Асеведо и Сунига, който финансира укрепването на пристанищата на Барлета, Ортона, Бая и Гаета, с управление, силно ангажирано с икономическата подкрепа на армията и флота. Силното обедняване на държавната хазна води, при управлението на Рамиро Нунес де Гусман, до прехвърляне на управлението на кралските владения към дворовете на бароните и последващото нарастване на феодалната власт.
По време на управлението на Карлос II са важни управленията на Фернандо Фахардо и Алварес де Толедо и на Франсиско де Бенавидес, с политики, посветени на овладяването на вече ендемични проблеми като разбойничество, клиентелизъм, инфлация и недостиг на хранителни ресурси.

### Литературна и научна култура в Неапол от XVII век
Хуманистичната и християнска традиция е единствената референция за първите революционни амбиции от национално естество, които започват да се появяват за първи път в Европа между Рим и Неапол, в ирационализма на Барокa, в народното градско планиране (Испанските квартали в Неапол), в религиозния мистицизъм и в политическите и философски спекулации. Ако в провинцията силното завръщане към феодалната структура връща контрола върху изкуството и културата обратно на семинариите и епархиите, то Неапол е първият град в Италия, в който се появяват първите литературни форми на нетърпимост към културния климат, последвали Контрареформацията.
Торкуато Ачето, Джамбатиста Марино и Джамбатиста Базиле първи в италианската литература прекрачват поетичните парадигми, чийто модел са произведенията на Торкуато Тасо. Със силен подривен тласък към художествените канони на своите италиански съвременници те отхвърлят изучаването на класиката като пример за хармония и стил, и естетическите и лингвистични теории на пуристите, родени с доктриналното възраждане на схоластичния и литургичен латински (Габриело Киабрера, Академия дела Круска, Академия дел Чименто).
Това са годините, в които в неаполитанската Комедия дел арте се налага Пулчинела – най-известната маска на южняшката народна изобретателност. Томазо Корнелио от Козенца, обучен според телезианската и козентинската традиция (ученик е на Марко Аурелио Северино) и професор по математика и медицина, донася в Неапол през втората половина на 17 век философията и математиката на Рене Декарт и Галилео Галилей, както и физиката и атомистичната етика на Пиер Гасенди, представяйки, за разлика от местната томистка и галенова традиция, основата на бъдещите школи на съвременната неаполитанска мисъл.

## Въстание от 1647 – 1648 г.
При вицекралството на херцога на Аркос Родриго Понсе де Леон– подобен по амбиция на Томазо Кампанела, но воден от икономически причини, през 1647 г. Мазаниело (Томазо Аниело д'Амалфи) застава начело на бунт срещу тежкия местен фискален натиск. Той успява да получи от вицекраля създаването на народно правителство, както и титлата на генерал-капитан на най-лоялните хора, докато не е убит от самите бунтовници. Дженаро Анезе заема неговото място и дава по-широк обхват на бунта, който придобива антифеодален и антииспански характер, и точни политически и социални конотации а също и сепаратистка, подобно на случилото се няколко години по-рано в Португалия и Каталония. Също така според италианския историк Розарио Вилари крайната цел на бунта е независимостта от Испания, което би могло да преразпредели феодалното общество на кралството. „Това, което бушува в Южна Италия през 1647-1648 г.“, пише той, „е по същество една селска война, най-голямата и най-бурната, която е преживяла Западна Европа през 17 век“. Неапол се опитва да ръководи движението, поставяйки независимостта като своя цел „... като предпоставка и незаменимо условие за намаляване на феодалната власт и нов политически и социален баланс на кралството“.
През октомври 1647 г. Дженаро Анезе, с подкрепата на министър-председателя на френското кралство Мазарини и Анри II дьо Гиз, провъзгласява Неаполитанската република. Новото правителство е краткотрайно: въпреки че бунтовете се разпространяват в провинцията, през пролетта на 1648 г. испанските войски, водени от Дон Хуан Хосе де Аустрия, възстановяват предишния режим.

### Източни провинции: Тера ди Бари, Тера д'Отранто и Калабрия
От 16 век стабилизирането на адриатическите граници след битката при Лепанто (7 октомври 1571 г.) и краят на турските заплахи по италианските брегове водят, с редки изключения, до период на относително спокойствие в Южна Италия. В него бароните и феодалите са в състояние да използват древните права върху земята, за да консолидират икономически и производствени привилегии.
Между 16 и 17 век в Пулия и Калабрия се ражда затворената и провинциална икономика, която характеризира регионите до обединението на Италия през 1861 г.: селското стопанство за първи път става препитание; единствените продукти, предназначени за износ, са маслото и коприната, чиито стабилни, циклични и повтарящи се времена на производство не могат да избягат от контрола на поземлената аристокрация. По този начин между Тера ди Бари и Тера д'Отранто производството на масло увеличава съответното благосъстояние, доказано от широко разпространената система от селски ферми и, в града, от възраждането на градоустройствени и архитектурни творби (Барок от Лече). След загубата на владенията на Венецианската република в Средиземно море пристанищата на Бриндизи и Отранто остават ценен пазар на Венеция за доставка на селскостопански и хранителни продукти; сред загубените пазари са и тези на Ортона и Ланчано, което става след обръщането на териториите на Абруцо към пастирската икономика. Състоянието на Калабрия е много подобно – нейните провинции, без търговски излази и конкурентни пристанища, имат частично развитие само в района на Козенца.
Особен тип хуманизъм процъфтява около по-богатите класи – силно консервативен, характеризиращ се с култ към класическата латинска традиция, реторика и право. И преди раждането на семинариите свещеници и мирски аристократи субсидират културни центрове, които представляват, в Пулия и Калабрия – единствената форма на гражданска модернизация, изисквана от административните и бюрократични иновации на Арагонското кралство, докато икономиката и територията остават изключени от промените, настъпващи в останалата част на Европа.
От 15 век изчезват последните следи от гръцката културна и социална традиция: през 1467 г. Епархията на Локри-Джреаче изоставя използването на гръцкия обред в литургията в полза на латинския; същото се случва и през 1571 г. с Епархията на Розано, през 1580 г. с Архиепископията на Реджо, през 1586 г. с Архиепископията на Сипонто и малко след това с тази на Отранто. Латинизацията на територията, която започва с норманите, продължава с Анжуйците и завършва през 17 век, успоредно със силната централизация на властта в ръцете на поземлената аристокрация между Реджо и Козенца. През тези години Томазо Кампанела въвлича тези епархии, с подкрепата на астрологически и ориенталски философски спекулации, в бунта срещу испанското господство и Йезуитския орден. Също така това са годините на голямото развитие на чертога на Падула и този на Санто Стефано, както и на раждането на Академия Козентина, която има Бернардино Телезио и Себезио Амилио сред своите ученици и учители.

### Наследяване на Карлос II и край на испанското управление
Още през 1693 г. в Неапол, както и в останалите владения на Испанските Хабсбурги, започват дискусии за съдбата на управлението на Карлос II, който оставя държавите на своята корона без преки наследници. Именно по този повод в Южна Италия започва да се появява политически организирана гражданска съвест, напречно съставена както от аристократи, така и от дребни търговци и занаятчии в града, настроена срещу привилегиите и фискалните имунитети на духовенството (съответното настоящо юридическо течение е известно на историците като „Неаполитански антикуриализъм“) и амбицирана да се справи с бандитизма. Този вид партия през 1700 г., след смъртта на Карлос II, се противопоставя на волята на испанския суверен, определил Филип V де Бурбон, херцог на Анжу, за наследник на испанската и неаполитанската корона. Тя вместо това подкрепя претенциите на Леополд I фон Хабсбург, когото счита за законен наследник на ерцхерцог Карл VI фон Хабсбург (бъдещ император като Карл VI). Това политическо несъгласие кара проавстрийската неаполитанска партия да заеме изрична антииспанска позиция, последвано от бунта, известен като Заговор на Макия (1701 г.) през 1701 г., който по-късно се проваля. След политическата криза испанското правителство се опитва да възстанови реда в кралството чрез репресии, докато финансовата криза е все по-катастрофална. През 1702 г. фалира Банката на Успение Богородично. През тези години Филип V, пътувайки до Неапол, опрощава дълговете на университетите през 1701 г.
Последните вицекрале от името на Испания са Луис Франсиско де ла Серда и Арагон, посветен на спирането на бандитизма и контрабандата, и Хуан Мануел Фернандес Пачеко, маркиз на Вилена, чийто правителствен мандат е възпрепятстван от войната и следователно от австрийската окупация от 1707 г.

## Хабсбурги и австрийско вицекралство
Утрехтският мирен договор от април-май 1713 г. слага край на Войната за испанското наследство: въз основа на споразуменията между подписалите страни Кралство Неапол със Сардиния се оказва под контрола на Карл VI Хабсбург. Кралство Сицилия вместо това отива у Савойците, възстановявайки териториалната идентичност на короната на rex Siciliae, с условието, че след като мъжката линия на Савойците изчезне, остров Сицилия и прикрепената към него кралска титла ще се върнат на испанска корона. С мира от Ращат (6 март 1714 г.) кралят на Франция Луи XIV също признава хабсбургските владения в Италия.
През 1718 г. кралят на Испания Филип V се опитва да възстанови господството си в Неапол и Сицилия с подкрепата на своя министър-председател Джулио Алберони: Великобритания, Франция, Австрия и Съединените провинции обаче се намесват директно срещу Испания и на 11 август побеждават флотата на Филип V в битката при нос Пасаро. Хагският договор (20 февруари 1720 г.), който слага край на Войната на четворния съюз (част от която е битката при нос Пасаро), постановява преминаването на Кралство Сицилия към Хабсбургите: то се запазва като отделна държавна единица, но преминава заедно с Неапол под австрийската корона, докато Сардиния става владение на Савойските херцози, които стават крале на Кралство Сардиния. Карлос III де Бурбон, син на Филип V, е определен за наследник на трона в Херцогство Парма и Пиаченца.
Началото на австрийското управление, макар и принудено да се сблъска с катастрофална финансова ситуация, бележи дълбока реформа в политическите йерархии на Неаполитанската държава, последвана от дискретно развитие на Просвещението и реформаторските принципи. Оттогава в Неапол са достъпни, освен картезианските текстове, и произведенията на Барух Спиноза, Корнелий Янсен, Блез Паскал, и изразите на културата се завръщат в пряк контраст с градското духовенство, по пътя на вече наченатия неаполитански антикуриализъм от известни юристи като Франческо д'Андреа, Джузепе Валета и Константино Грималди. По време на австрийското вицекралство, през 1721 г., Пиетро Джаноне публикува най-известния си текст – „Гражданската история на Кралство Неапол“, който е много важен културен справочник за Неаполитанската държава и става известен в цяла Европа (получава адмирациите на Шарл дьо Монтескьо) с начина, по който предлага в модерни термини Макиавелизма и подчинява каноничното право на гражданското. Отлъчен от архиепископа на Неапол, той намира убежище във Виена, без да може да се върне в Южна Италия. В тази среда, между Неапол и Чиленто, също живеят Джован Батиста Вико, който през 1723 г. публикува първото издание на своите „Принципи на нова наука“, и Джовани Винченцо Гравина, учен по канонично право в Неапол, който основава в Рим, с Кристина Шведска, Академия „Аркадия“, предлагаща отново светското четене на класиката. Неговият ученик Пиетро Метастазио създава в Неапол поетичните нововъведения за Торкуато Тасо и Джован Батиста Марино, които дават международна слава на италианската мелодрама.
Първите австрийски вицекрале са Георг Адам фон Мартиниц (1614-1714) и Вирих Филип фон Даун. Те са последвани от управлението на кардинал Винченцо Гримани, който в полза на неаполитанските антикуриалистки кръгове прилага първата политика на финансово възстановяване, опитвайки се да намали правителството разходи и да изземе приходите на южните феодали, които са били задочно след австрийската окупация. Наместниците, които го наследяват (Карло Боромео Арезе и Фон Даун във втория му мандат), откриват лек положителен баланс в приходите на кралството, благодарение и на баланса на разходите, които са изисквали военните операции. През 1728 г. вицекраят Михаил Фридрих фон Алтан основава обществената Банка на Свети Карл, за да финансира частното предприемачество с търговски привкус, да изкупи обратно акции от публичен дълг и да ликвидира църковни ипотекари. Същият вицекрал си спечелва враждебността на йезуитите, защото толерира публикуването на произведения на антикуриалистите Пиетро Джаноне и Константино Грималди.
Въпреки това нов опит за нашествие, дело на Филип V от Испания, въпреки че завършва с поражението му, връща бюджета на кралството отново в дефицит: проблемът продължава през целия последващ период на австрийско господство. През 1731 г. Алойз Томас Раймунд фон Харах насърчава създаването на Университетски съвет, който да контролира бюджетите на малките центрове на провинциите, заедно със Съвета за номериране за реорганизация на финансовите администрации, създаден през 1732 г. Новите поземлени регистри обаче се противопоставят на земевладелците и духовенството, които искат да предотвратят плановете на правителството да облага с данъци църковната собственост. Последният от австрийските вицекрале, Джулио Висконти Боромео Арезе, е свидетел на нахлуването на Бурбоните и последвалата война, но оставя новите суверени с много по-добро финансово състояние от това, оставено от испанските вицекрале.

## Бурбони на Неапол и Сицилия

### Карлос III де Бурбон
Политиката на реформи, започнала хладно при вицекралството на Карл VI фон Хабсбург, е възобновена от короната на Бурбоните, които предприемат редица административни и политически нововъведения, разширявайки ги на цялата територия на кралството. Карлос III де Бурбон, бивш херцог на Парма и Пиаченца, син на краля на Испания Филип V и на Изабела Фарнезе, след битката при Битонто (25 май 1734 г.) завладява Кралство Неапол и влиза в града на 10 май 1734 г. Той е коронясан за Rex utriusque Siciliae (крал на двете Сицилии) на 3 юли 1735 г. в катедралата на Палермо. Завладяването на двете кралства става възможно благодарение на маневрите на Изабела Фарнезе, която, възползвайки се от Войната за полското наследство, в която Франция и Испания се бият срещу Свещената Римска империя, поисква провинциите на Южна Италия за нейния син, получена след битката при Битонто. С Карлос III Кралство Неапол вижда раждането на новата династия на Бурбоните на Неапол и Сицилия. На 8 юни 1735 г. той заменя Колатералния съвет (най-важният политически и юрисдикционен орган на вицекралството на Неапол) с Кралската камара на Света Клара, като поверява съставянето на правителството на Мануел Доминго де Бенавидес и Арагон, граф на Сантистебан, и назначава Бернардо Танучи за министър на правосъдието.
Кралството няма ефективна автономия от Испания до Виенския мир (18 ноември 1738 г.), който слага края на Войната за полското наследство. Поради повтарящите се войни и рисковете, пред които е изправен Неапол, Танучи изказва хипотезата за преместване на столицата в Мелфи (вече първата столица на нормандското господство), виждайки в нея изключително стратегическа точка: разположена в континенталната зона, защитена от планините и далеч от заплахи от открито море.
На 11 август 1744 г. армията на Карлос III, все още поддържана от присъствието на испански войски, побеждава австрийците, които се опитват да завладеят отново кралството в битката при Велетри. Несигурната ситуация, в която се намира Бурбонската корона в Неаполитанското кралство, съответства на двусмислената политика на Карлос III: в началото на своето управление той се опитва да подкрепи политическите позиции на църковните йерархии, като подкрепя създаването на инквизиционен съд в Палермо и като не противодейства на отлъчваето на Пиетро Джаноне. Въпреки това когато краят на военните действия в Европа предотвратява заплахите за неговата кралска титла, той назначава Бернардо Танучи за министър-председател, чиято политика веднага е насочена към ограничаване на църковните привилегии: през 1741 г., с конкордат, правото на убежище в църквите е драстично намалено, както и други имунитети за духовенството; църковните активи са подложени на данъчно облагане. Подобни успехи обаче не са постигнати в борбата с феодализма в периферните провинции на кралството. Всъщност от 1740 г., по предложение на Търговския съвет, назначен няколко години по-рано, са създадени Кралските търговски консулства с цел насърчаване на либерализацията на икономиката и гарантиране на гражданското правосъдие, което феодалите не са в състояние да гарантират. Присъстващи във всички главни градове на кралството (дори повече от едно на провинция), консулствата са под юрисдикцията на Върховния търговски магистрат на Неапол. И все пак опозицията на баронската класа е толкова компактна и добре организирана, че в рамките на няколко години определя съществения провал на инициативата.
Реформите обаче, като възстановяват старите кадастрални системи, успяват да наложат данъчно облагане на църковните активи, равно на половината от обикновеното данъчно облагане на миряните, докато феодалните активи остават обвързани с данъчната система adoa. Хазната се възползва от новите мерки и в същото време има значително развитие на икономиката, увеличаване на селскостопанското производство и свързаната с него търговия. През 1755 г. първата катедра по икономика в Европа, наречена Катедра по търговия и механика, е създадена в Неаполитанския университет. Курсовете (на италиански, а не на латински) са водени от Антонио Дженовези, който, след като губи катедрата си по богословие след обвинения в атеизъм, продължава обучението по икономика и етика. Постигнатите успехи поставят началото на по-радикален проект за интервенция, който трябва да бъде осъществен в Тера ди Лаворо. Първата стъпка включва изграждането на Кралския дворец в Казерта и градската модернизация на град Казерта, който е преустроен според рационалистичните проекти на Луиджи Ванвители. През същите години в сърцето на столицата Неапол Джузепе Самартино създава известния скулптурен комплекс в параклиса „Сансеверо“ на принц Раймондо ди Сангро: изключително формалната грижа и стилистичната модернизация, с които са надарени неговите творби, предизвикват противоречия в неаполитанските католически среди, свикнали с художествените резултати на Маниеризма и Барока.
В кралския дворец на Портичи, който трябва да бъде резиденция на Карлос III преди построяването на кралския дворец в Казерта, кралят създава археологическия музей, в който са събрани находките от последните разкопки на Херкулан и Помпей. За първи път в Италия, след създаването на Римското гето, през последните години в Неапол е провъзгласен закон, гарантиращ на евреите, прогонени от кралството два века по-рано, същите права на гражданство (с изключение на възможността да притежават феодални титли), запазени дотогава за католиците.

### Фердинанд IV
През 1759 г. испанският крал Фернандо VI умира без преки наследници. На първо място в линията на наследяване е неговият брат Карлос III де Бурбон, който, спазвайки договора между двете кралства, който постановява, че двете корони никога не трябва да се обединяват, трябва да избере наследник за двете кралства на Неапол и Сицилия. Считаният дотогава за престолонаследник Филип, роден на 13 юни 1747 г., е поставен под наблюдение в продължение на две седмици от комисия, съставена от висши служители, магистрати и шестима лекари, за да се оцени психическото му състояние. Тяхната присъда е пълното му безумие, като по този начин го изключват от наследяването. Вторият син Карлос Антонио, роден в Портичи през 1748 г., вместо това последва баща си като наследник на испанския трон. Следователно изборът пада върху третия син Фердинанд, роден на 12 януари 1751 г., който приема името „Фердинанд IV Неаполитански“.
При раждането му селска благородничка на име Аниезе Ривели е избрана за детегледачка. Обичайно е в двора на Неапол, вземайки пример от този в Испания, да поставят обикновен човек на същата възраст до младия принц. Той, наречен Менино, трябва да бъде смъмрян вместо него, който по този начин младият принц трябва да разбере, че ако един ден стане крал, ако направи грешки по време на управлението си, злото ще се стовари върху целия народ. Поради тази причина Аниезе Ривели представя сина си Дженаро Ривели на кралските особи. Той става неразделен приятел на Фердинанд и всъщност Фердинанд попречва той да бъде смъмрян вместо него, близък дори в трагичните събития на революцията. Всъщност Дженаро Ривели заедно с кардинал Фабрицио Руфо ще поведе народната Санфедистка армия в Контрареволюцията, за да завладее отново Неаполитанското кралство от французите.
Фердинанд е само на 8 години, когато баща му абдикира, и поради тази причина е създаден Регентски съвет от баща му. Основните представители са Доменико Катанео, принц на Сан Никандро, и маркиз Бернардо Танучи, последният ръководител на Регентския съвет. По време на периода на регентството и след него основно Танучи държи юздите на кралството в ръцете си и продължава реформите, започнати през епохата на Карлос. В правната област голям напредък става възможен благодарение на подкрепата, оказана на министър Танучи от Гаетано Филанджиери, който със своя труд „Наука за законодателството“ ("Scienza della legislazione"), започнат през 1777 г., може да се счита за един от предшествениците на модерното право. През 1767 г. кралят издава акт за експулсиране на йезуитите от територията на кралството, което води до отчуждаване на техните активи, манастири и културни центрове, шест години преди папа Климент XIV да издаде указ за закриването на ордена.
Междувременно Фердинанд вместо това прекарва дните си в игри с приятеля си Дженаро, обличайки се и общувайки с обикновените хора, които го лекуват и разговаряха с него абсолютно свободно. На 12 януари 1767 г. Фердинанд IV, навършил 16 години, става крал с пълни пълномощия. Всъщност Танучи все още управлява. Той, продължавайки да поддържа отношения с вече бившия крал на Неапол и с императрица Мария Терезия Австрийска, прави многократни опити да ожени Фердинанд за австрийска ерцхерцогиня, като го сгодява за няколко от дъщерите на императрицата, които обаче всички умират преди сватбата. Усилията му в крайна сметка дават плод, но довеждат до края на политическата му кариера.
През 1768 г. Фердинанд IV се жени за Мария Каролина Хабсбург-Лотарингска, дъщеря на императрица Мария Терезия и сестра на кралицата на Франция Мария-Антоанета. Както обикновено преди сватбата е сключен брачен договор, според който Мария-Каролина трябва да участва в Държавния съвет след раждането на мъжки наследник. На следващата година Фердинанд IV се среща със своя девер Петър Леополд II, тогавашен велик херцог на Тоскана, както и брат на Мария-Каролина и съпруг на Мария-Лудовика, сестрата на Фердинанд.
През същите тези години се развиват масонски асоциации, които основават своите идеали на свободата и равенството на всеки индивид. Това не е харесва на Мария-Каролина, която, подобно на други владетелки, смята титлата си за божествена, но за разлика от другите и подобно на семейството си тя вярва, че сред нейните задачи трябва да е щастието на нейния народ; те обаче са оспорвани от консерваторите, включително Танучи. Въпреки това той вижда как престижът му намалява през 1775 г., когато Мария-Каролина, след като ражда първия си син Карл Тит, става част от Държавния съвет. Тя участва активно в политическия живот от съпруга си и често го замества.

### Предистория на Неаполитанската република
През 1776 г. маркиз Бернардо Танучи постига последния си успех, насърчавайки премахването на символичен акт на васалитет – почитта (на итал. chinea) към Папската държава, която официално прави Неаполитнското кралство държава-придатък на папата на Рим. През 1777 г. министърът е заменен от сицилианеца Джузепе Бекадели да Болоня и Гравина, маркиз на Самбука. Той се харесва повече на Мария-Каролина и е доведен от Танучи в Неапол.
На 14 юли 1796 г. Фердинанд IV обявява Херцогство Сора за разпуснато заедно с Държавата на президиите – последните следи от ренесансовите владения в Италия. Той също така лично се ангажира с политиката на териториална реформа, въведена от баща му: в Тера ди Лаворо организира изграждането на индустриалната колония Сан Леучо през 1789 г. – интересен експеримент на социално законодателство и на производствено развитие.
През 1778 г. в Неапол пристига Джон Актън – човек от флота на Велико херцогство Тоскана, когото кралица Мария-Каролина е взела от брат си Леополд II. Кралските особи на Неапол и Сицилия трябвa да преразгледат споразуменията с трети държави по отношение на риболова, търговското корабоплаване и войната и да премахнат арагонските институции. През 1783 г. става известно, че министър-председателят – Маркизът на Самбука се е възползвал от хазната по всички възможни начини, например чрез изкупуване на ниска цена на всички вещи, иззети от йезуитите от Палермо. Въпреки това управлението му продължава до 1784 г., когато се установява, че той е един от многото, които разпространяват новината, че Джон Актън и Мария-Каролина са любовници. Така и не се разбира дали това е истина, но е факт, че Мария-Каролина убеждава съпруга си Фердинанд IV, че това е лъжа. 71-годишният маркиз Доменико Карачоло, бивш вицекрал на Сицилия, става министър-председател, докато Джон Актън става кралски съветник. Самият Актън наследява Карачоло на 16 юли 1789 г. в деня на смъртта му.
Полезен инструмент и източник на голямо количество данни е Notiziario di Corte Notiziario di Città, публикуван през 1789 г. – джобен справочник с полезна информация за сложната и подробна политическа и административна организация на кралството през 1789 г. и за отношенията му с други държави.
През 1793 г. е основано вдъхновено от якобинците Неаполитанско патриотично общество, което е разбито на следващата година със смъртна присъда на 8-те му членове.
Всички тези събития подготвят почвата за Неаполитанската република от 1799 г. Всъщност Мария-Каролина, която в първите години от управлението си показва, че е чувствителна към исканията за обновление и е умерено благосклонна към насърчаването на индивидуалните свободи, прави рязък обрат след Френската революция, което води до открити репресии при новината за обезглавяването на френските владетели и за неаполитанската подкрепа на британското военно присъствие в Средиземно море. Репресивните мерки водят до непоправим разрив между монархията и интелектуалната класа; наказанията засягат не само демократите, но и реформистите с твърда монархическа вяра, които по този начин не се поколебават да прегърнат републиканската кауза през 1799 г. Настъплението на френските войски в Италия започва с кампанията на генерал Наполеон Бонапарт през 1796 г. През 1798 г. френските кораби превземат Малта; преди това, през януари 1798 г., французите окупират Рим. Решението на Мария-Каролина, подкрепено от британския адмирал Хорацио Нелсън и посланика Уилям Хамилтън, да се присъедини към Втората антифренска коалиция и да разреши военната намеса на неаполитанските войски в Папската държава, завършва с катастрофа. Неаполитанската армия, командвана от австрийския генерал Карл Мак фон Лайберих и съставена от около 116 000 души, след като първоначално достига Рим, претърпява серия от тежки поражения и се разпада при отстъплението. Така кралството е отворено за нахлуването на френската армия на генерал Жан-Етиен Шампионе в Неапол.

### Неаполитанската република и реконкиста на Бурбоните
На 22 декември 1798 г. крал Фердинанд IV бяга в Палермо, оставяйки управлението на маркиза на Лаино Франческо Пинятели с титлата на генерален викарий и в Неапол единствената слаба народна съпротива на лацароните срещу френските войници. От народните бунтове, които междувременно се разпростират до Абруцо, Пинятели обаче не събира организирана съпротива и на 11 януари 1799 г. подписва примирието от Спаранизе, след като французите окупират Капуа.
На 22 януари 1799 г. в Неапол, т.нар. „неаполитански патриоти“ провъзгласяват раждането на нова държава – Неаполитанската република, предвиждайки френския проект за установяване на окупационно правителство в неаполитанския юг. Френският командир Жан-Етиен Шампионе, който влиза в столицата, одобрява институциите на патриотите и признава фармацевта Карло Лауберг за ръководител на републиката. Лауберг, благодарение на френската подкрепа, през тези години основава заедно с Елеонора де Фонсека Пиментел Monitore Napoletano – известен вестник за революционна и републиканска пропаганда.
Новото правителство също участва пряко във френския революционен опит, като изпраща свое собствено представителство, наречено „неаполитанска делегация“, в Директорията на Париж и незабавно прави опити за нововъведения с подривните за феодализма закони, янсенисткия проект за създаване на национална църква, независима от епископа на Рим, и конституционният проект на републиката, създаден от Франческо Марио Пагано, който, въпреки че остава неприложен, се счита за важен документ, който предвижда основите на съвременната италианска система, по-специално на съдебната система.
Още на 23 януари 1799 г. са издадени „Общите инструкции на временното правителство на Неаполитанската република към патриотите“ (на итал. Istruzioni generali del Governo provvisorio della Repubblica Napoletana ai Patriotti) – нещо като първа правителствена програма. Политическите проекти обаче не намират практическа реализация само за пет месеца живот на републиката; всъщност на 13 юни 1799 г. народната Санфедистка армия, организирана около кардинал Фабрицио Руфо, завоюва отново Южна Италия, връщайки териториите на кралството на монархията на Бурбоните, заточена в Палермо. След реконкистата на Бурбоните седалището на двора официално остава в Сицилия, но още през лятото на 1799 г. в Неапол са създадени административни органи като Правителственият съвет, Държавният съвет и Църковният съвет; секретариатът на външните работи е поверен на Джон Актън, който все още управлява длъжностите от Палермо. През следващите месеци хунта, назначена от Фердинанд IV, започва процеси срещу републиканците. На смърт са осъдени 124 филоякобинци, включително Пагано, Кристофоро Гроси, Елеонора де Фонсека, Паскуале Бафи, Доменико Чирило, Джузепе Леонардо Албанезе, Иняцио Чая, Никола Паломба, Луиза Санфеличе и Микеле Граната.

### Кралска реакция и първа реставрация на Бурбоните
В края на лятото на 1799 г. 1396 бивши якобинци са заловени и хвърлени в затвора. Междувременно управлението на Неапол е поверено от Фердинанд IV на кардинал Фабрицио Руфо, избран за случая като „наместник и генерален капитан на Кралство на Отсамна Сицилия“ – титла, която неофициално предхожда бъдещото име на Кралството на двете Сицилии, което първо Жоашен Мюра и след Виенския конгрес самият Фердинанд IV използват за обозначаване на кралството. Възстановената монархия, в търсене на безусловната подкрепа на духовенството, виждайки се застрашена от правните и административни нововъведения, които самите Бурбони отчасти носят в Неапол от 18 век насам, се характеризира с мракобеснически обрат: тя незабавно поставя своя собствена политическа планове на практика и с физическото елиминиране на основните републикански представители и с остракизма на онези, които са спечелили известност по време на републиката. В същото време, за да върне в новата консервативна политика и свещениците и монасите, които на повече или по-малко янсенистки позиции преди това са се присъединили към революцията, новото правителство директно инструктира епископите с депеши и официални писма да контролират всички религиозните институти на съответните епархии, така че тридентското православие да се зачита навсякъде. Крал Фердинанд IV намира убежище в Палермо и остава крал на Сицилия.
На 27 септември 1799 г. неаполитанската армия превзема Рим, слагайки край на революционния републикански опит (Римска република, 1798-1799) и в Папската държава, като по този начин възстановява княжеството на папата там. През 1801 г. неаполитанските военни намеси, в опит да достигнат Цизалпийската република, достигат до Сиена, където се сблъскват неуспешно с френските окупационни войски на Жоашен Мюра. Поражението на войските на Бурбоните е последвано от примирието във Фолиньо на 18 февруари 1801 г. и впоследствие от мира във Флоренция (28 март 1801 г.) между суверените на Неапол и Наполеон. През тези години са приети и редица помилвания, които позволяват на много неаполитански якобинци да напуснат затвора. Въпреки това с Амиенския мир, сключен от европейските сили на 25 май 1802 г., Южна Италия е временно освободена от френските, английските и руските войски и дворът на Бурбоните от Палермо се завръща, за да се установи официално в Неапол. Две години по-късно вратите на кралството са отворени отново за йезуитите, докато още през 1805 г. французите се завръщат, за да окупират кралството, установявайки военен гарнизон в Пулия.

## Наполеонов период

### Жозеф Бонапарт
През следващите пет години Кралство Неапол следва променлива политика спрямо Наполеонова Франция, която, въпреки че сега е хегемон на континента, остава по същество в отбрана по моретата: тази ситуация не позволява на Неаполитанското кралство, стратегически разположено в Средиземно море, да поддържа стриктен неутралитет в тоталния конфликт между французите и англичаните, които от своя страна заплашват да нахлуят и да завладеят Сицилия.
След победата при Аустерлиц на 2 декември 1805 г. Наполеон Бонапарт окончателно урежда сметките си с Неапол: той насърчава окупацията на неаполитанската област, проведена успешно от Лоран дьо Гувион-Сен-Сир и Жан-Луи-Ебенезер Рение. Той след това обявява династията на Бурбоните за отпаднала, влязла на 11 април същата година в Третата антифренска коалиция, явно враждебна на Наполеон. Фердинанд IV със своя двор се връща в Палермо под английска защита. След това френският император назначава брат си Жозеф Бонапарт за „крал на Неапол“. Междувременно в провинциите на Южна Италия (особено в Базиликата и Калабрия) антинаполеоновата съпротива започва да се организира отново: сред различните капитани на пробурбонски бунтовници (сред които има както професионални войници, така и обикновени разбойници) изпъкват разбойникът от Итри Микеле Пеца, известен като Фра Дяволо, и в Базиликата полковник Алесандро Мандарини от Маратеа. Потушаването на антифренското движение е поверено главно на генералите Андре Масена и Жан-Максимилиен Ламарк, които успяват да забавят бунта, макар и с изключително жестоки средства, както се случва например при т.нар. „клане в Лаурия“ (7-9 август 1806 г.). Клането е извършено от войниците на Масена спрямо местното население, разбунтувало се срещу френската окупация, заставайки на страната на короната на Бурбоните. Живота си губят около 1000 души вкл. жени и деца.
При преобладаващо чуждестранна администрация, съставена от корсиканеца Антоан-Кристоф Салисети, Андре-Франсоа Мио и Пиер-Луи Рьодерер, има радикални реформи като подривните закони за феодализма и потискането на редовните ордени; освен това са създадени поземленият данък и нов поземлен регистър.
Борбата срещу феодализма също е ефективна благодарение на приноса на Джузепе Дзурло и юристите, съставляващи специалната комисия, която, председателствана от Давиде Уинспир (вече в служба на Бурбоните като посредник между двора на Палермо и френските войски в Южна Италия), има задачата да разрешава спорове между общините и бароните. В крайна сметка тази комисия успява да доведе до ясно скъсване с миналото и следователно до раждането на буржоазната собственост и в Кралство Неапол, по-късно подкрепено от самия Жоашен Мюра. Наред с поредица от реформи, включващи също данъчната и правната система, новото правителство създава първата система от провинции, области и области на кралството, с гражданска организация, ръководена съответно от интендант, подинтендант и губернатор, след това мирови съдия. Новите провинции са Абруцо Ултра I, Абруцо Ултра II, Абруцо Цитра, Молизе (със столица Кампобасо), Капитаната (със столица Фоджа), Тера ди Бари, Тера д'Отранто, Базиликата, Калабрия Цитра, Калабрия Ултра, Принчипато Цитра, ПринчипатоУлтра, Тера ди Лаворо (със столица Капуа) и Неапол. И накрая, продажбата на активите на манастирите и феодалите привлича голям брой френски инвеститори в Неапол – единствените, които заедно със старите местни благородници могат да разполагат с необходимия капитал за закупуване на земя и недвижими имоти. Следвайки примера на Почетния легион във Франция, Жозеф Бонапарт учредява Кралския орден на двете Сицилии в Неапол, за да признае заслугите на нови личности, които са се отличили в реформираната държава .

### Жоашен Мюра
Жозеф Бонапарт, определен да царува над Испания през 1808 г., е наследен от Жоашен Мюра, който е коронясан от Наполеон на 1 август същата година с името на Йоахим Наполеон, „крал на Двете Сицилии, по Божията благодат и по Конституцията на Държавата“, в съответствие със Устава от Байона, който е предоставен на Кралство Неапол от Жозеф Бонапарт на 20 юни 1808 г. Новият суверен незабавно печели благоволението на гражданите, като освобождава Капри от английската окупация, датираща от 1805 г. След това обединява област Ларино към провинция Молизе. Той основава с указ от 18 ноември 1808 г. Корпуса на инженерите на мостовете и пътищата и инициира важни обществени работи не само в Неапол (мостът „Санитà“, улица „Позилипо“, нови разкопки в Херкулан, Кампо ди Марте, района, където днес е Летище „Неапол-Каподичино“), но също така и в останалата част на кралството: градско осветление в Реджо Калабрия, проектът „Борго Нуово“ в Бари, създаването на болница „Сан Карло“ в Потенца, гарнизони, разположени в квартал „Лагонегро“ с паметници и обществено осветление, плюс модернизацията на пътищата в планините на Абруцо. Той е пропагандаторът на Наполеноновия кодекс, който влиза в сила в кралството на 1 януари 1809 г. – нова гражданска законодателна система, която, наред с други неща, позволява развода и гражданския брак за първи път в Италия: кодексът веднага предизвиква противоречия сред консервативното духовенство, което вижда привилегията да управлява семейната политика, отнета от енориите, датираща от 1560 г. През 1812 г., благодарение на политиката на Мюра, в Изола дел Лири е създадена първата хартиена фабрика с модерна производствена система в кралството, по-точно в сградата на закрития Кармелитски манастир, от френския индустриалец Карло Антонио Беранже .
През 1808 г. суверенът възлага на генерал Шарл-Антоан Манес да задуши възобновяването на разбойничеството в кралството. Манес се отличава с толкова свирепи методи, че получава прозвището „Унищожителя“ от калабрийците. След като потушава бунтовете в Чиленто и Абруцо с леки затруднения, Манес поставя щаба си в Потенца, като успешно продължава репресивната дейност в останалите южни райони, особено в Базиликата и Калабрия, провинции по-близо до Сицилия, откъдето разбойниците получават подкрепа от двора на Бурбоните в изгнание.
През лятото на 1810 г. Мюра прави опит за десант в Сицилия, за да обедини политически острова с континента. Той пристига в Шила на 3 юни и остава там до 5 юли, когато е завършен голям лагер близо до Пиале – селище на Вила Сан Джовани, където кралят се установи с двора, министрите и висшите граждански и военни. След това на 26 септември, отбелязвайки, че завладяването на Сицилия е трудна задача, той напуска лагера Пиале и заминава за столицата.
Благодарение на Байонския устав – конституцията, с която Мюра е провъзгласен за крал на Двете Сицилии от Наполеон, новият суверен се смята за свободен от васалитет към древната френска йерархия, представлявана в Неапол от много служители, назначени от Жозеф Бонапарт. Подсилен от тази политическа линия, той намира по-голяма подкрепа сред неаполитанските граждани, които също гледат благосклонно на участието му в различни религиозни церемонии и кралската концесия на някои титли от Кралския орден на двете Сицилии на католически епископи и свещеници. Крал Мюра участва в Наполеоновите кампании до 1813 г., но политическата криза на Наполеон не е пречка за международната му политика. До Виенския конгрес (1 октомври 1814 г. – 9 юни 1815 г.) той търси подкрепата на европейските сили, като разполага неаполитанските войски също срещу Франция и Наполеоновото кралство Италия, вместо това подкрепя австрийската армия, която се спуска на юг, за да завладее Паданската низина – по този повод той окупира Марке, Умбрия и Емилия-Романя до Модена и Реджо Емилия, добре прието от местното население.
Той задържа короната за по-дълго, но не се освобождава от британската враждебност и новата Франция на Луи XVIII – враждебност, която попречва на поканата на неаполитанска делегация на конгреса и по този начин всяка санкция за неаполитанската окупация на Умбрия, Марките и легациите, датиращи от кампанията от 1814 г. Тази политическа несигурност тласка краля към рискован ход: той се свързва с Наполеон на остров Елба и сключва споразумение с императора в изгнание с оглед на опита за Стоте дни. Мюра започва Австро-неаполитанската война, нападайки съюзническите държави на Австрийската империя. След тази втора военна повратна точка той лансира известната Прокламация от Римини (30 март 1815 г.), която е призив за обединение на италианските народи, условно считан за началото на Рисорджименто. Обединената кампания обаче се проваля на 4 май 1815 г., когато австрийците я побеждават в битката при Толентино: с договора от Казаланца, най-накрая подписан близо до Капуа на 20 май от австрийските генерали и генералите на Мюра, Кралство Неапол се връща у короната на Бурбоните. Епопеята на Мюра завършва с последната морска експедиция, която генералът предприема от Корсика към Неапол, която след това е отклонена към Калабрия, където при Пицо Калабро той е заловен и застрелян на място.

## Реставрация и Кралство на двете Сицилии
След Реставрацията, със завръщането на Бурбоните на трона на Неапол през юни 1815 г., Фердинанд IV (Фердинанд I на Двете Сицилии) обединява двете кралства Неапол и Сицилия през декември 1816 г. в едно държавно образувание – Кралството на двете Сицилии. То просъществува до февруари 1861 г., когато в следствие на Похода на хилядата (5 май 1860 – 20 март 1861) и на военната намеса на Сардинското кралство Двете Сицилии са присъединени към зараждащото се Кралство Италия. Новото кралство запазва наполеоновата административна система, съгласно правителствена линия, приета от всички възстановени държави, в която силно консервативната политическа програма на Бурбоните е включена в Неапол. Министерството на полицията е поверено на Антонио Капече Минутоло, принц на Каноза, това на финансите – на Луиджи де Медичи да Отаяно, принадлежащ към Медичи ди Отаяно – клон на Медичите на принцовете на Отаяно, а това на правосъдието и църковните въпроси – на Донато Томази – основни поддръжници на неаполитанската католическа реставрация .
Освен това за първи път кралят, който е приел името „Фердинанд I на Двете Сицилии“, показва, че е готов да сключи политически споразумения със Светия престол, до точката на насърчаване на Конкордата от Терачина от 16 февруари 1818 г. за които те са окончателно фискалните и правни привилегии на духовенството в неаполитанската област са премахнати, като същевременно се засилват поземлените им права и се увеличават активите им. Държавата се характеризира със силно конфесионална политика, подкрепяща народните мисии на пасионистите и йезуитите и колежите на Барнабитите, с антироялистки произход, и за първи път приема националната религия като претекст за потушаване на народните бунтове (бунтове от 1820-1821 г.).

## Обяснителни бележки
1. ↑  Не покриват икономическите разходи на кампаниите на Шарл I Анжуйски и приходите от църквите в Прованс – регионът на първите феоди на новия крал на Сицилия, който папа Урбан IV дава на Анжуйците в подкрепа на каузата на гвелфите. „... Урбан IV реши да се обърне към могъща личност, която съжали разрушената църква и бе готова да се бори за каузата на Господа, противопоставяйки се на всички тези злини. И тъй като тази знаменита линия на франките винаги е била главното убежище на Църквата във всяка беда, както показва миналото, той избра като предан защитник на Христос и Римската църква, като най-благороден рицар, храбър в битка и с твърда вяра, Шарл, син на Луи, херцог на Прованс, граф на Форкалкие и на Анжу. Но за да може той да изпълнява задачите си свободно, той го назначи за крал на Сицилия и го направи сенатор на душата Рим, и даде заповед кръстоносният поход в неговата страна да бъде забранен през Франция и че в продължение на пет години десятъците на всички църкви в кралството ще бъдат възложени на него.“ (Tommaso Tosco, Gesta imperatorum et pontificum - Di Salvo A., Gasparri S., Simoni F., Fonti per la storia medievale. Dal XI al XV secolo, Sansoni, Firenze 1992).
2. ↑  Последната обсада на града започва на 10 ноември 1441 г. и завършва с превземането му на 2 юни 1442 г. Алфонсо V официално влиза в града на 26 февруари 1443 г.
3. ↑  Salmi, 68,16 (Monte Sublime). Mons Pinguis би трябвало да е името, с което Кампанела преименува Стило, което трябва да стане столица на новата република. Голяма част от информацията обаче е резултат от процесуални документи, често чрез изнудване и неотговарящи непременно на истинските намерения на заговорниците. Изглежда също, че заговорниците не са се поколебали да търсят военната подкрепа на османците. Бунтът може да бъде свързан и с първия опит за изгонване на йезуитите от Калабрия и с реакцията на последните оцелели гръцки и ориенталски културни институции в Южна Италия (P. Giannone, Storia civile del Regno di Napoli, 1723).
4. ↑  В допълнение към Йоаким Флорски изглежда, че Кампанела също е използвал речите на Савонарола и Апокалипсиса на свети Йоан Богослов в своите проповеди и политическа пропаганда] (P. Giannone, Storia civile del Regno di Napoli, 1723)
5. ↑  Избягал във Франция, той умира в Париж през 1639 г.
6. ↑  „...след смъртта на Мазаниело народното въстание придоби по-радикални тонове, докато „цивилизованите хора“ изгубиха контрол над него и се появиха нови водачи от плебса, като Анезе, който, призовавайки населението на провинциите да се бори, придадоха му по-широк обхват и по-точен антифеодален и антииспански характер, до степен да провъзгласи упадъка на господството на Испания и конституцията на ефимерната република Неапол...»,: Amalfi, Tommaso Aniello d', detto Masaniello, в Dizionario biografico degli italiani, vol. 2, Roma, Istituto dell'Enciclopedia Italiana, 1960
7. ↑  Всъщност както в Неапол, така и в Палермо „... бунтът, който започна като въстание поради глада, придоби политическа конотация, предпочитана от някои членове на интелектуалната класа и средната класа, и за кратко време също социална…“. На исп: …la revuelta, que empezò siendo un motín de hambre, tomó un tinte político favorecido por algunos elementos de la intelectualidad y las clases medias y pronto se deslizó hacia el plano social. Da: Antonio Domínguez Ortiz, Historia de España. El antiguo régimen: los Reyes Católicos y los Austria (tomo 3 de la Historia de España diretta da Miguel Artiola), Alianza Editorial, Madrid, 1983 (IX edizione), с. 391-392, tomo 3 ISBN 84-206-2042-4 (opera completa: ISBN 84-206-2998-7).
8. ↑  Вж. опита на Мехмед III да нахлуе в Сицилия
9. ↑  Папа Пий IV в булата Romanus Pontifex от 16 февруари 1564 г. отменя привилегиите на калабрийските църкви, като окончателно подчинява източните общности на юрисдикцията на латинските епископи
10. ↑  Вж. и актуалната църковна ситуация на източните католически църкви на сайта на Ватикана vaticano Архив на оригинала от 2006-02-03 в Wayback Machine.
11. ↑  И водачите на местните църковни йерархии преди това са допринесли за поставянето на провинциалното духовенство и фискалните и феодалните привилегии на монашеските ордени в лоша светлина: архиепископът на Неапол Асканио Филомарино (на длъжност от 1641 до 1666 г.) се опитва да възстанови тридентската дисциплина, изобличавайки прекалено разпуснатите аспекти на неаполитанската църковна среда, лошото управление на църковния форум и невежеството на новите правни и философски доктрини, широко разпространени сред нисшия клир.
12. ↑  Заговорът на Макия, на итал. Congiura di Macchia (който носи името си от Гаетано Гамбакорта, принц на Макия, който участва, но не е неговият създател), е заговор, с който през 1701 г. неаполитанската аристокрация се опитва неуспешно да свали испанското вицекралско управление по време на кризата при наследяването, възникнала след смъртта на Карлос II от Испания с изчезването на испанския клон на Хабсбургите.
13. ↑  По данни на Ди Виторио събраните суми от тези владения възлизат на приблизително 200 000 дуката. Di Vittorio G., Gli austriaci e il Regno di Napoli 1707 - 1734, I pp 9-17, Giannini ed., Napoli 1969.
14. ↑  Проектът е бойкотиран поради икономическия интерес на множество държавни служители и феодали, който се върти около поддържането на държавния дълг. I. Zilli, Carlo di Borbone e la rinascita del regno di Napoli. Le finanze pubbliche, 1734-1742, Napoli, ESI ed., 1990, с. 231-243
15. ↑  Санфедистката армия (съкращение от „Света вяра“) е името, с което християнската и кралска армия на Светата вяра в нашия Господ Исус Христос е известна в италианската историография – народна армия, съставена от калабрийския кардинал Фабрицио Руфо, който е главен герой във войната за отвоюване на Кралство Неапол от французите и падането на Неаполитанската република през 1799 г.
16. ↑  Терминът lazari (или също lazzaroni) се отнася до младите хора от работническата класа на Неапол през 17-19 век. Особено известна е ролята, която те играят в санфедистката защита на града срещу бунтовниците от Неаполитанската република от 1799 г., подкрепяни от революционна Франция.
17. 1 2  Подривните феодализма закони (leggi eversive della feudalità, нар. още «di eversione della feudalità) са законодателни мерки, приложени между 1806 и 1808 г., с които Жозеф Бонапарт, крал на Неапол и брат на Наполеон, премахва феодализма в Кралство Неапол по време на т.нар. Френско десетилетие. Автор на законите е министърът на правосъдието по онова време, маркиз Микеланджело Чанчиули.
18. ↑  Пасажът от посланието на Свети Павел до римляните, в което апостолът увещава християните да се подчиняват преди всичко на установената власт (Romani, XIII 1-7), вж. Pieri P., Il clero meridionale nella rivoluzione francese del 1799, в Rassegna Storica del Risorgimento, XVII, 1930, с. 180-186
19. ↑  Терминът „Санфедизъм“ (на итал. Sanfedismo) се отнася до разнообразно контрареволюционно движение, родено в Южна Италия в края на 18 век. Името се отнася особено за периода 1799-1814 г., когато традиционните монархии в Италия са свалени и заменени от наполеоновите републики, подкрепяни от революционната френска армия. Самият термин е създаден от революционерите за определяне на членовете на противниковата партия, след което се използва и все още е най-използваният от историографията, преобладавайки над термина "контрареволюционери". Привържениците на контрареволюционните принципи никога не са използвали термина "санфедисти" за себе си, а "лоялисти" или "легитимисти".
20. ↑  Сред клаузите на договора, в който Пиетро Колета представлява неаполитанската страна, имаше възможността Мюра, който изглежда е изразил намерението си да абдикира, да се върне във Франция, родната си страна.
21. ↑  Народните мисии или мисии към хората (на латински missionaries ad populum, т.е. мисии към Божия народ, за разлика от мисиите ad gentes, насочени към „езичници“, нехристияни) или вътрешни мисии са форма на извънредна евангелизация насочени към съживяване на вярата на католическите общности. Те са насочени към населението на определена територия (една или повече енории) и обикновено се проповядват от религиозни общности (Капуцини, Йезуити, Викентийци, Пасионисти, Редемптористи...). Те са с различна продължителност (обикновено една или две седмици) и са синтез от проповядване, духовни упражнения, катехизис, отслужване на тайнствата на помирението и евхаристията, молитвени и покайни практики.
22. ↑  На итал. Regalismoː в Испания, по време на управлението на Карлос III (1759-88), е форма на юрисдикция, която утвърждава превъзходството на кралските правомощия и привилегии над Църквата и в контекста на конфесионалната държава. Конфесионалната държава (на итал. Stato confessionale) е състояние, специфично за управлението на държава, която официално изповядва дадена религия, упражняваща влияние върху политическия избор на страната. Източник“ Dizionario De Mauro онлайн
23. ↑  Принцът на Каноза също предлага да въоръжи Каролинската секта – тайно общество, създадено срещу разпространението на карбонарите на юг, срещу бунтовете през 1821 г., избухнали в Неапол., вж. Postigliola A., цит. съч.

## Библиографски бележки
1. ↑  Regno di Napoli: storia, cronologia e protagonisti //   Посетен на 2024-9-6.
2. 1 2 3 4 5 6  Atlante Storico Mondiale DeAgostini, a cura di Cesare Salmaggi, Istituto Geografico De Agostini, Novara 1995.
3. 1 2 3 4 5 6 7 8 9 10 11  Franco Franceschi, Ilaria Taddei, Le città italiane nel Medioevo, XII-XIV secolo.   Bologna, Il Mulino, 2014.
4. ↑  Catalano G., Studi sulla Legazia Apostolica di Sicilia, Reggio Calabria 1973, La legazia di Sicilia, с. 40 и сл.
5. ↑  Delogu P., Gillou A., Ortalli G., Storia d'Italia a cura di Galasso G, vol I, с. 301-316,
6. ↑  M. Amari, "Gaspar Amico Storia Popolare del Vespro Siciliano"
7. ↑  Floridi V., La formazione della regione abruzzese e il suo assetto territoriale fra il tardo periodo imperiale e il XII secolo, Rivista dell'istituto di Studi Abruzzesi, XIV 1976.
8. ↑  Tosti L., Storia della Badia di Montecassino, I-IV, Roma, 1888-1890 Архив на оригинала от 2015-03-26 в Wayback Machine..
9. 1 2  Dell'Omo M., Montecassino un'abbazia nella storia, Cinisello Balsamo, Arti grafiche Amilcare Pizzi, 1999.
10. ↑  Wickham C., Il problema dell'incastellamento nell'Italia centrale. L'esempio di San Vincenzo al Volturno. Studi sulla società degli Appennini dell'alto Medioevo, II, Firenze, 1985.
11. ↑  Exordium parvum ordinis cistercensis, cap. XVI.
12. ↑  Mahn J.B., L'ordre Cistercien et son gouvernement des origines au milieu du XIII siècle, Parigi, 1951.
13. ↑  Qualche nota su Realvalle dal sito dei cistercensi //    Архивиран от оригинала на 2007-07-01. Посетен на 2024-04-23.
14. ↑  Qualche nota su Santa Maria della Vittoria dal sito dei cistercensi //    Архивиран от оригинала на 2007-07-01. Посетен на 2024-04-23.
15. 1 2 3 4 5 6 7 8 9 10 11  Galasso G., Storia d'Italia, vol 15, tomo I, Torino 1992.
16. ↑  Ornelia Marini. Gli Angioini nel Mezzogiorno
17. 1 2  Marcello Orefice, Il Vecchio Maschio degli Angioini.   Napoli, Edizioni Scientifiche Italiane, 2008.
18. ↑  Summonte G. A., Historia della Città e del Regno di Napoli.
19. ↑  Barlaamo di Calabria, Contra latinos.
20. ↑  Boccaccio G., Genealogia deorum gentilium.
21. ↑  Napoli angioina //    Архивиран от оригинала на 2014-11-29.
22. 1 2 3 4 5 6 7 8  Giannone P., Storia civile del Regno di Napoli.
23. ↑  Galasso G., Storia d'Italia, vol 15, tomo I, Torino 1992.
24. ↑  Marino J.A., L'economia pastorale nel Regno di Napoli, Napoli]1992
25. ↑  Franciosa L., La transumanza nell'Appennino Meridionale, Napoli 1992
26. ↑  (англ.) Reali di Aragona Архив на оригинала от 2017-12-01 в Wayback Machine.
27. ↑  Porzio C., La congiura dei Baroni del regno di Napoli contra il re Ferdinando I, Osanna Ed., Venosa (Provincia di Potenza, 1989
28. ↑  Giannetti A., La riorganizzazione spaziale del Regno di Napoli, в Storia d'Italia, Einaudi ed., Torino-Milano 2006, vol XXVI
29. ↑  Corti M., Rivoluzione e reazione stilistica nel Sannazaro, в Metodi e fantasmi, Feltrinelli ed., Milano, 1969.
30. ↑  AA. VV., Enciclopedia Zanichelli 2000.
31. ↑  Croce B., Storie e leggende napoletane.
32. ↑  Guicciardini F., Storia d'Italia, V.
33. ↑  Melfi (PZ)
34. ↑  Gli ebrei a Trani e in Puglia nel medioevo //    Архивиран от оригинала на 2007-10-25.
35. ↑  La Giudecca di Fondi in Terra di Lavoro //    Архивиран от оригинала на 2009-1-7.
36. ↑  Monteregali, J. Bianco, Canones et decreta concilii tridentini, 1869.
37. ↑  Giannone P., Storia civile del Regno di Napoli.
38. ↑  Giannone P., Storia civile del Regno di Napoli.
39. ↑  Spinosa N., Spazio infinito e decorazione barocca, в Storia dell'arte italiana, vol VI, Einaudi ed., Torino 1981.
40. ↑  Atti del convegno di studi, di Bianchi F. e Russo P., La scelta della misura. Gabriello Chiabrera: l'altro fuoco del barocco italiano, Costa & Nolan ed., Genova, 1993.
41. ↑  Garms Cornides E., Il regno di Napoli e la monarchia austriaca, в Settecento napoletano. Sulle ali dell'aquila imperiale 1707-1734, с. 17-34, Catalogo della Mostra, Electa ed., Napoli 1994.
42. ↑  Percorsi di storia locale: Masaniello e la rivolta napoletana
43. ↑  Antonio Domínguez Ortiz, пак там, с. 391-392, т. 3.
44. ↑  Rosario Villari, La rivolta antispagnola a Napoli. Le origini 1585/1647, Bari-Roma, Editori Laterza, 1980, II edizione, с. 241.
45. ↑  Simoncini G. (a cura di), Il regno di Napoli, vol. II, Sopra i porti di mare, Pisa 1993.
46. ↑  Musolino G., Santi eremiti italogreci. Grotte e chiese rupestri in Calabria, Rubbettino Ed., Soveria Mannelli (CZ) 2002
47. ↑  La certosa di Padula
48. ↑  Galasso G., Napoli spagnola dopo Masaniello, с. 51-59, Sansoni ed., Firenze 1982.
49. ↑  Galasso G., Napoli spagnola dopo Masaniello, с. 615 и сл., с. 642 и сл., Sansoni ed., Firenze 1982.
50. ↑  Granito A., Storia della congiura del Principe di Macchia e dell'occupazione fatta dalle armi austriache del regno di Napoli nel 1707, Stamperia dell'Iride, Napoli 1861.
51. ↑  G. De Giovanni, Il Giansenismo a Napoli nel sec. XVIII, Asprenas I, 1954
52. ↑  Recuperati G., L'esperienza religiosa e civile di P. Giannone, Ricciardi ed. Napoli 1970
53. ↑  Binni W., L'Arcadia e il Metastasio, La Nuova Italia, Firenze 1963
54. ↑  Di Vittorio G., Gli austriaci e il Regno di Napoli 1707 - 1734, I pp 56, Giannini ed., Napoli 1969
55. ↑  P. Stenitzer, Il conte Harrach viceré a Napoli (1728-1733), pp. 43-55, in Settecento napoletano. Sulle ali dell'aquila imperiale 1707-1734, Catalogo della Mostra, Electa ed., Napoli 1994.
56. ↑  E. Garms Cornides, Il regno di Napoli e la monarchia austriaca, in Settecento napoletano. Sulle ali dell'aquila imperiale 1707-1734, p. 26, Catalogo della Mostra, Electa ed., Napoli 1994
57. ↑  Bernardo Tanucci, Epistolario, vol. I, 1723-1746, a cura di R.P. Coppini, L. Del Bianco, R. Nieri, Ed. di Storia e Letteratura, Roma, 1980, с.638
58. ↑  Giusepe Caridi, Una riforma borbonica bloccata: il Supremo magistrato di commercio nel Regno di Napoli (1739-1746). Онлайн
59. ↑  Schipa M., Il regno di Napoli al tempo di Carlo di Borbone, vol II, с. 103-114, Società editrice Dante Alighieri, Milano-Roma-Napoli 1923
60. ↑  Croce B., Storia del Regno di Napoli, Adelphi ed., Milano 1992
61. ↑  Simoni A., L'esercito napoletano dalla minorità di Ferdinando alla Repubblica del 1799, в Archivio storico per le Province Napoletane, XLVI, 1921, с. 170-195
62. ↑  Croce B., La rivoluzione napoletana del 1799, с. 361-439, Laterza ed., Bari 1961
63. ↑  Croce B., La rivoluzione napoletanan del 1799, с. 301-315, Laterza ed., Bari 1961
64. ↑  Липсата на подкрепа от страна на народните маси, на които революционерите са наложили чужди за тях институции и културни модели, е сред причините според Винченцо Куоко неговата известна творба Saggio storico sulla rivoluzione napoletana del 1799 (излязла през 1806 г.) водят до провала на републиката.
65. ↑  Rao A. M., Napoli 1799-1815. Dalla Repubblica alla monarchia amministrativa, Napoli, del Sole ed. 1995. Rao A. M., La Repubblica napoletana del 1799, Newton & Compton ed., Roma 1997., особено с. 470-475
66. ↑  Blanch L., Scritti storici. Il Regno di Napoli dal 1801 al 1806 e la campagna del Murat nel 1815, a cura di Benedetto Croce, vol. I, с. 36-41
67. ↑  Rao A. M., La prima restaurazione borbonica in «Storia del Mezzogiorno», in particolare с. 543-560, vol. IV, tomo II, Il Regno dagli Angioini ai Borboni, Roma 1986.
68. ↑  Archivio storico per le province napoletane (decennio francese)[неработеща препратка]
69. ↑  Villani P., Il Decennio francese, в «Storia del Mezzogiorno», vol. IV, tomo II, Il Regno dagli Angoini ai Borboni, Roma 1986.
70. ↑  «Codice Napoleone», чл. 220-301.
71. ↑  Tallarico M. A., Il vescovo Bernardo della Torre e i rapporti Stato-Chiesa nel Decennio francese (1806-1815), в Annuario dell'Istituto Storico Italiano per l'Età Moderna e Contemporanea, XXVII-XXVIII, 1975-1976, с. 316
72. ↑  Pinelli V., L'occupazione francese, in Quaderni di ricerche su Isola del Liri, XI, с. 44-45, Isola del Liri 1988
73. ↑  Alexandre Dumas, I Borboni di Napoli, Volumi 7-8, Stabilimento Tipografico del Plebiscito Chiaia 63, 1863, с.324
74. ↑  Francesco Saverio Nitti, Scritti sulla questione meridionale, Laterza, 1958, с.67
75. ↑  Spinosa A., Murat. Da stalliere a Re di Napoli, Mondadori ed., Milano 1984.
76. ↑  Pierre-Marie Delpu, Les répercussions de la campagne de Russie dans le royaume de Naples (1812-1815) : origine ou révélateur d'une crise politique?, Annales historiques de la Révolution française 2016/2 (nº 384).
77. ↑  1814-_18-APRILE_-ULTIMO-PERIODO-NAPOLEONICO //    Архивиран от оригинала на 2015-12-08. Посетен на 2024-09-06.
78. ↑  Italiani
79. ↑  Villani P., Il Decennio francese in «Storia del Mezzogiorno», vol. IV, tomo II, Il Regno dagli Angoini ai Borboni, Roma 1986.
80. ↑  Valente A., Gioacchino Murat e l'Italia meridionale, Einaudi, Torino 1976
81. ↑  Décret du roi de Sardaigne réunissant les provinces napolitaines a l'Etat Italien signé à Naples le 17 décembre 1860 in Nouveau Recueil Général de Traités et autre actes relatifs aux rapports de droit international, t. XVII, p.488 (del pdf) a cura di G.Fr.de Martens //    Архивиран от оригинала на 20211-5-22.
82. ↑  Postigliola A., Dizionario Biografico Italiano, 18, с. 452-459
83. ↑  Feola R., Donato Tommasi tra Illuminismo e Restaurazione: aspetti e problemi della riforma della legislazione nelle Due Sicilie, in «Archivio Storico per le Province Napoletane», III serie, vol. X, 1971, с. 9-110
84. ↑  Blanch L., Luigi de' Medici come uomo di stato e amministratore, in «Archivio Storico per le Province Napoletane», XI, 1925, с. 105-115, 181-185
85. ↑  Rienzo M. G., Il processo di cristianizzazione e le missioni popolari nel Mezzogiorno. Aspetti istituzionali e socio-religiosi, in Galasso G. & Russo C., Per la storia sociale e religiosa del Mezzogiorno d'Italia, I, Napoli 1980, с. 195-226

|  | Тази страница частично или изцяло представлява превод на страницата Regno di Napoli в Уикипедия на италиански. Оригиналният текст, както и този превод, са защитени от Лиценза „Криейтив Комънс – Признание – Споделяне на споделеното“, а за съдържание, създадено преди юни 2009 година – от Лиценза за свободна документация на ГНУ. Прегледайте историята на редакциите на оригиналната страница, както и на преводната страница, за да видите списъка на съавторите. ВАЖНО: Този шаблон се отнася единствено до авторските права върху съдържанието на статията. Добавянето му не отменя изискването да се посочват конкретни източници на твърденията, които да бъдат благонадеждни. |